# Бюст Нефертити
Бюст Неферти́ти — одно из наиболее известных произведений амарнского стиля и древнеегипетского искусства в целом, стилизованный скульптурный портрет Нефертити, супруги фараона-реформатора Эхнатона, правившего в Древнем Египте приблизительно в 1351—1334 годах до нашей эры.
Бюст Нефертити был обнаружен 6 декабря 1912 года в Тель-эль-Амарне на раскопках древнего города Ахетатона, проводившихся под эгидой Германского восточного общества археологической экспедицией под руководством немецкого египтолога Людвига Борхардта. Бюст находился в одном из помещений в доме древнеегипетского скульптора Тутмоса вместе с десятками других скульптур, изображавших фараона Эхнатона и его приближённых.
В 1913 году бюст Нефертити был вывезен в Германию и хранился в доме крупного предпринимателя и второго казначея Германского восточного общества Джеймса Симона, лично финансировавшего раскопки в Египте. В 1920 году Джеймс Симон передал скульптуру в дар Музею Передней Азии в Берлине. Впервые скульптурный портрет Нефертити демонстрировался широкой публике в 1924 году на Музейном острове в Новом музее, специально построенном под египетскую коллекцию. В военное время бюст Нефертити вместе с другими культурными ценностями хранился в бункере зенитной башни и соляной шахте, после войны демонстрировался в Западном Берлине и в 2009 году окончательно вернулся на Музейный остров в экспозицию восстановленного Нового музея. Бюст Нефертити официально принадлежит Фонду прусского культурного наследия, тем не менее Египет в лице высокопоставленных чиновников министерства культуры продолжает настаивать на незаконности его вывоза в Германию и требовать возврата в страну.
Основа бюста выполнена из известняка и покрыта гипсо-ангидритовой смесью, окрашенной в шесть цветов. Левая глазница является пустой, мнения специалистов относительно причин отсутствия левого глаза значительно расходятся. Скульптура представляет собой идеализированное изображение царицы, её лицо абсолютно симметрично. По мнению советского египтолога Милицы Матье, в бюсте Нефертити «особенно поразительно сочетание строгого, скупого отбора черт, необходимых для выразительности портрета, с той мягкостью трактовки, которая и придаёт всему произведению характер подлинной жизненности»:57.
Великолепная сохранность уникального полихромного скульптурного портрета Нефертити, неоднозначная фигура руководителя обнаружившей его археологической экспедиции, не имеющее чёткого объяснения отсутствие у скульптуры одного глаза вызывали сомнения в его подлинности, и в конце XX — начале XXI веков несколько исследователей выдвинули теории о фальсификации бюста Нефертити в 1912 году, которые отвергаются и опровергаются с точки зрения современных научных знаний.

## История обнаружения

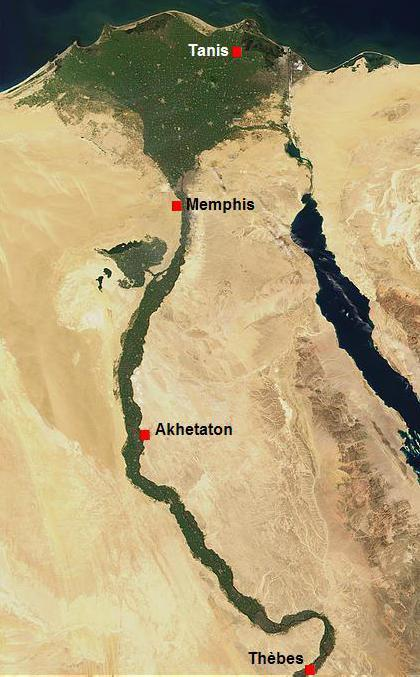
Древний Ахетатон между Мемфисом и Фивами

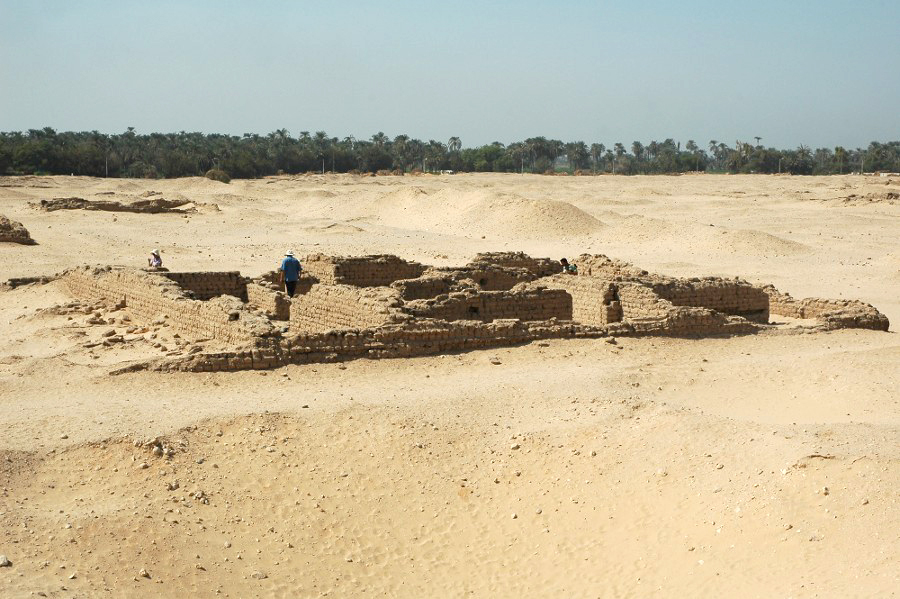
Остатки мастерской скульптора Тутмоса (квадрат Р47,2)

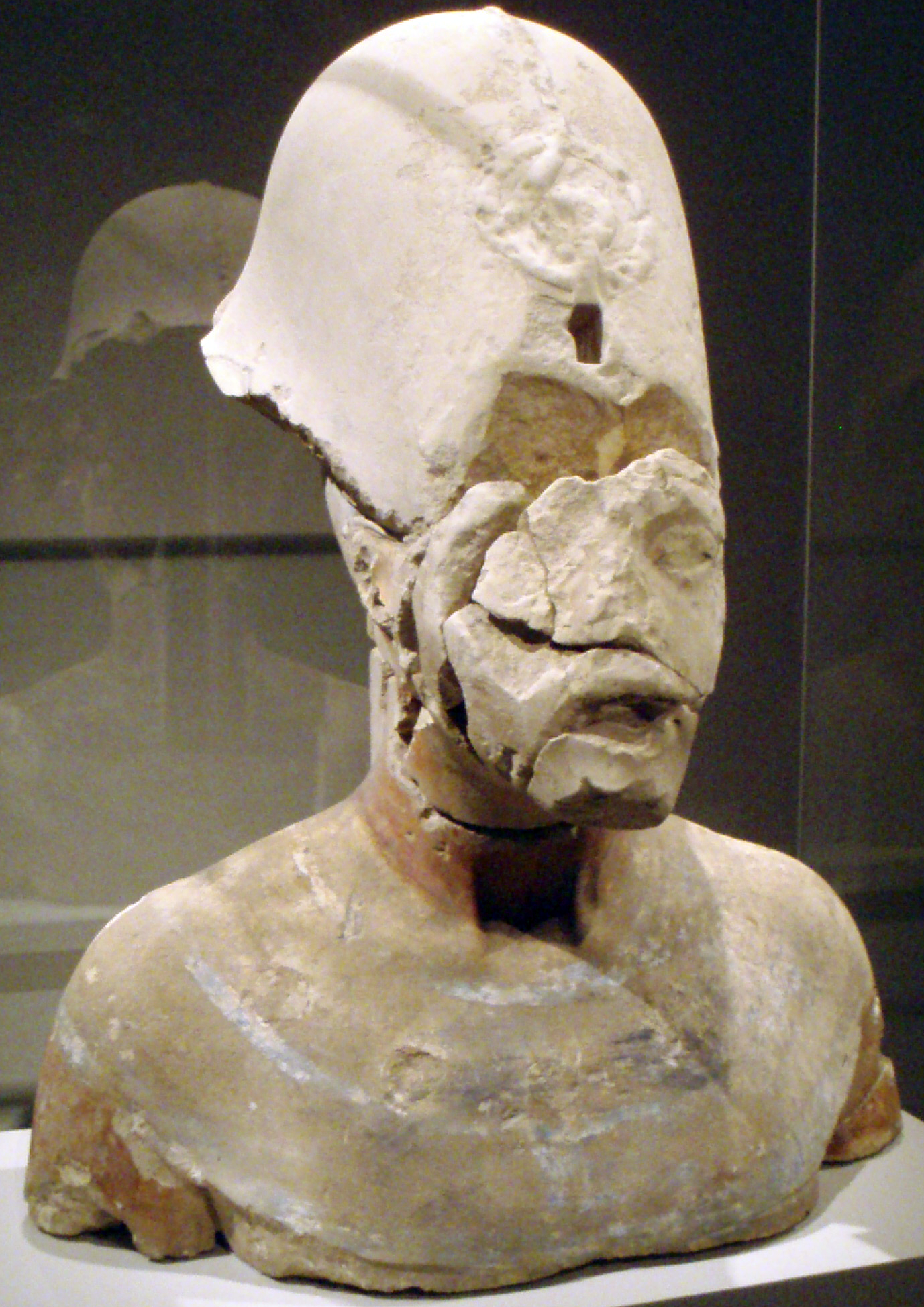
Разбитый и реконструированный известняковый бюст Эхнатона из мастерской Тутмоса, Египетский музей и собрание папирусов

Древнеегипетский город Ахетатон, на раскопках которого в Амарне был обнаружен бюст Нефертити, появился в царствование её супруга Эхнатона. Фараон-реформатор, возвеличивший бога Атона, стремился сломить сопротивление фиванских жрецов и приблизительно в 1350 году до н. э. основал на левом берегу Нила в окружённой скалами долине новую столицу, назвав её «Горизонт Атона». Город был построен в сжатые сроки, как предполагается, не более чем за десять лет, и являлся столицей Древнего Египта и резиденцией фараона около четверти века. По различным оценкам население Ахетатона достигало 45 тыс. человек. Вскоре после смерти фараона Эхнатона построенный им город был заброшен, столицей вновь стали Фивы. Ахетатон резко обезлюдел и поэтому сохранился до настоящего времени таким, каким он был более трёх с половиной тысяч лет назад, хотя непрочные, быстро возведённые здания из кирпича-сырца серьёзно пострадали от времени.
В ноябре 1714 года иезуит Клод Сикар выполнил копии пограничных стел со скал, окружавших древний город под Амарной. Руины древнего Ахетатона обнаружила экспедиция, отправленная Наполеоном Бонапартом. Общий план развалин города известен благодаря рисункам участников экспедиции Шампольона. Первоначально внимание археологов привлекли усыпальницы близ города, почти все оказавшиеся пустыми. В 1824 году британский египтолог Джон Гарднер Уилкинсон обследовал некоторые из гробниц. В 1840-х годах были опубликованы рисунки рельефов из усыпальниц близ Амарны, выполненные членами археологической экспедиции Карла Рихарда Лепсиуса (1842—1845):16:7.
В 1887 году в Амарне были обнаружены глиняные таблички, оказавшиеся посланиями владык азиатских стран египетскому фараону. На этом месте начались раскопки древнего города, которые продолжались многие десятилетия. Экспедиции Флиндерса Питри в 1891—1892 годах удалось восстановить облик столицы фараона Эхнатона, были обнаружены части архитектурных сооружений, скульптура и росписи высокого художественного качества. Однако настоящее систематическое исследование руин города началось с 1907 года:16, 18.
На рубеже XIX—XX веков в Египте открылись и успешно работали французские и британские великолепно оснащённые исследовательские институты и общества. Картель немецких академий наук также стремился наладить регулярную работу немецких учёных в этой стране. Для реализации этих планов была необходима всесторонняя государственная поддержка. Кайзер Вильгельм II, недовольный отставанием Германии от других стран, требовал от немецких египтологов научных открытий и достижений, чтобы археологические находки украшали не только собрания Лувра и Британского музея, но и коллекции немецких музеев и, прежде всего, Берлина. В 1899 году при германском генеральном консульстве в Каире была введена должность научного атташе, в обязанности которого входило информирование Берлинской академии наук о всех наиболее важных находках в области египтологии. Должность научного атташе Германии в Египте занял археолог и египтолог Людвиг Борхардт. В 1907 году Борхардт стал первым директором нового Императорского института по исследованию Древнего Египта. К этому времени Людвиг Борхардт уже заслужил в Каире репутацию известного археолога с богатым практическим опытом: он выступал посредником в приобретении экспонатов для берлинских музеев, по поручению Службы древностей работал над каталогизацией фондов местного египетского музея, приобрёл разнообразные контакты и связи. В 1907 году Людвиг Борхардт руководил раскопками пирамид в Абусире и сумел договориться о распределении большей части обнаруженных там археологических находок в пользу Берлина:22.
Людвиг Борхардт впервые побывал на раскопках Ахетатона в Амарне в 1907 году. Его заинтересовали перспективные для исследований руины жилых домов и мастерских в южной части города. В 1911 году берлинский хлопковый магнат Джеймс Симон, ранее финансировавший раскопки Борхардта в Абусире, взял на себя полное содержание его археологической кампании в Амарне и обязался выделять на неё 30 тыс. марок в год. Концессия на проведение раскопок в Амарне была выдана на имя Джеймса Симона 29 августа 1911 года:23. К первым крупным раскопкам в Амарне Германское восточное общество приступило в январе — апреле 1911 года:7. Уже первый зимний сезон раскопок принёс великолепные результаты. Борхардт регулярно направлял отчёты о работе экспедиции в Германское восточное общество, а в письмах Симону убеждал его и других членов общества не впадать в эйфорию и не распространяться о находках, чтобы «не помешать их последующему распределению». Своим успехом экспедиция во многом обязана тщательному планомерному и научному подходу её руководителя к проведению полевых работ. По составленной им карте Ахетатона археологи двигались с востока по главной улице, обследовали 80 домов и в южном предместье обнаружили мастерскую «начальника скульпторов» Тутмоса, где в итоге было обнаружено 26 гипсовых голов. На земельном участке Тутмоса с двумя жилыми домами находились и другие мастерские под управлением главного скульптора Эхнатона:23—24.
Кульминационные события в истории обнаружения бюста Нефертити развернулись 6 декабря 1912 года. По воспоминаниям свидетелей, в этот день археологическими работами руководил ассистент Борхардта профессор Герман Ранке. Из журнала раскопок следует, что в этот день на руинах скульптурной мастерской было занято 180 человек. После утреннего осмотра места раскопок Людвиг Борхардт отправился встречать прибывших пароходом по Нилу принца Иоганна Георга Саксонского с супругой Марией Иммаколатой и сестрой принцессой Матильдой Саксонской, но разминулся с ними. В своём дневнике Борхардт вспоминал, что на обратном пути он получил срочную записку от Ранке о том, что «появилось кое-что хорошее». В это же время принц с сопровождающими его лицами добрался до Амарны. Появившись на раскопках в квадрате Р47.2, Борхардт осмотрел в помещении № 19 извлечённые из руин пять фрагментов раскрашенного бюста фараона Эхнатона в натуральную величину, у которого особенно пострадало лицо:98. Сбор всех мелких осколков бюста Эхнатона Борхардт поручил самому осмотрительному работнику, первому бригадиру экспедиции Мухаммеду Ахмеду эс-Сенусси, а записи в журнале раскопок — более молодому коллеге. Сам Борхардт занялся работами в направлении восточной стены помещения. Вскоре в 20 см от неё и в 35 см от северной стены на уровне колена показались очертания шеи телесного цвета с нарисованными на ней лентами. Над шеей обнаружилось основание бюста, а под ней — затылочная часть парика царицы, то есть бюст лежал лицом вниз. Чтобы достать его, потребовалось время: сначала пришлось освободить плотно прилегавшую к бюсту ещё одну скульптуру — голову фараона. Когда со всеми предосторожностями из строительного мусора был наконец извлечён бюст царицы, стала очевидна его великолепная сохранность — у скульптуры пострадали только уши и отсутствовала вкладка левого глаза. Строительный мусор, в том числе и уже вынесенный, был тщательно обследован ещё раз и частично просеян в поисках утраченных деталей. Были обнаружены обломки ушей, но вкладка глаза так и не нашлась:24.
Главная находка дня оказалась панданом к покалеченному бюсту Эхнатона и представляла собой раскрашенный бюст царицы в натуральную величину. В журнале раскопок Людвиг Борхардт указал, что у царицы на голове синий прямо срезанный парик, перевязанный лентой на уровне середины высоты. «Краски как будто только что наложены. Великолепная работа. Описывать бесполезно, надо видеть». С учётом состояния бюста Нефертити было понятно, что скульптура Эхнатона пострадала не от простого падения. По некоторым предположениям скульптурный портрет фараона-отступника пострадал при разрушении Ахетатона во время восторжествовавшей реакции.

## Распределение находок немецкой экспедиции

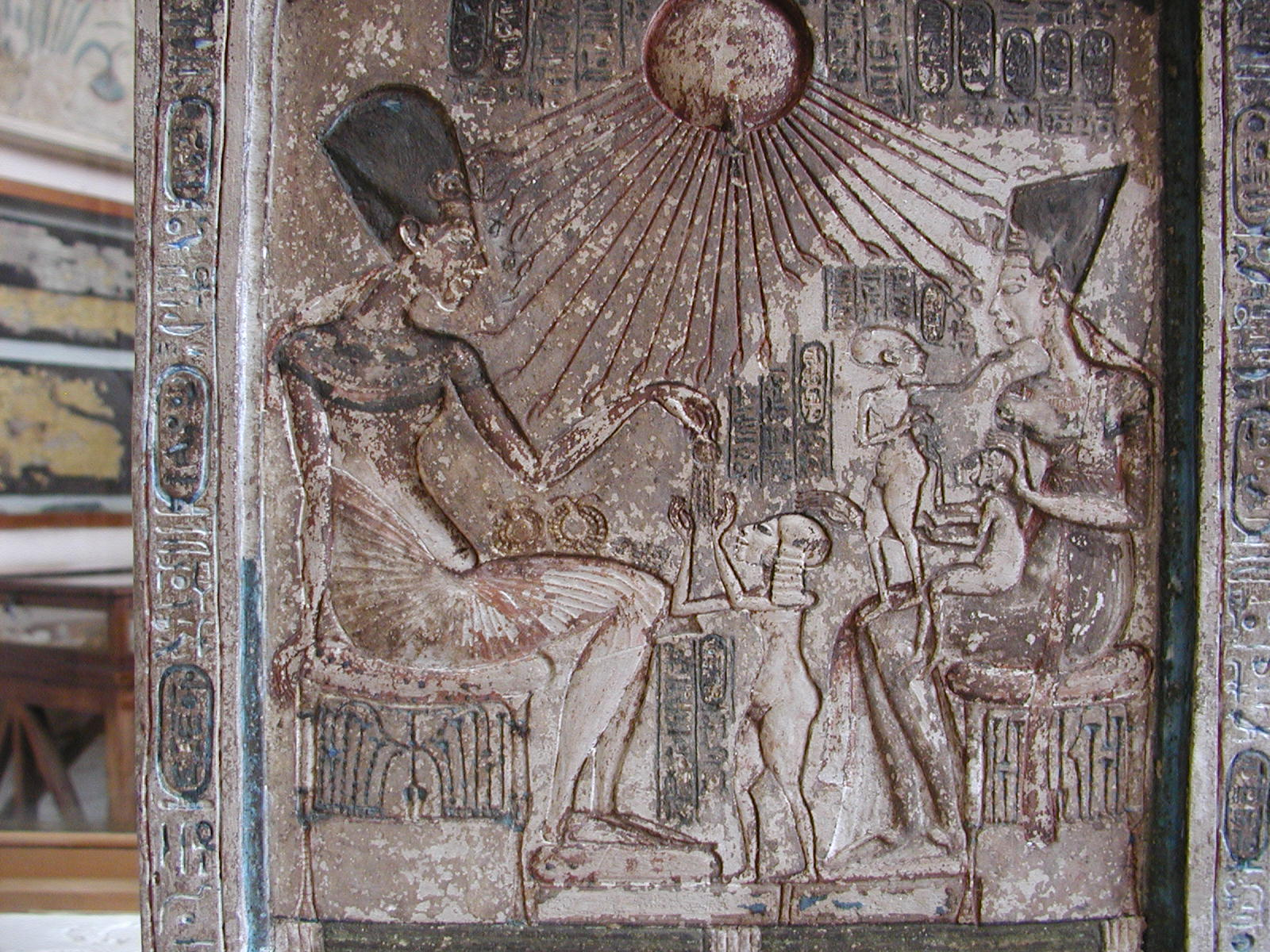
Каирский складной алтарь. Каирский египетский музей

Людвиг Борхардт вёл раскопки в Амарне в период, когда Египет находился под британским правлением, а египетской Службой древностей руководили французы. Распределение находок экспедиции Борхардта между Египтом и производившей раскопки Германией состоялось 20 января 1913 года в соответствии с действовавшими в то время правилами по принципу «в равных долях». Директор Службы древностей Гастон Масперо поручил инспектору по Среднему Египту Гюставу Лефевру сделать выбор за Египет. По словам самого Борхардта, назначение Лефевра, специалиста по египетским папирусам, не слишком разбиравшегося в художественных ценностях, оказалось весьма удачным для Германского восточного общества:104—105, хотя, по воспоминаниям Бруно Гютербока, накануне визита Лефевра члены немецкой экспедиции почти не надеялись на то, что «великолепный бюст не уедет в Каир», и уже с грустью попрощались с ним. В Берлине Джеймс Симон выделил дополнительно 36 тыс. марок на приобретение скульптурного бюста царицы, но в письме тому же Гютербоку невысоко оценил свои шансы получить бюст Нефертити даже за деньги:24.
Как руководитель археологических раскопок, Людвиг Борхардт имел право лично разделить находки на две равные части, чтобы представитель Службы древностей мог выбрать одну из них для Египта:105. Борхардт сгруппировал все предметы в 14 лотов, по 7 для каждой из сторон. В одну часть он включил бюст Нефертити, в предварительном протоколе фигурировавший как «цветная голова принцессы», а во вторую, которую Лефевр в конечном счёте выбрал для Каирского музея, — так называемый Каирский складной алтарь, раскрашенную стелу с изображением фараона Эхнатона, его жены Нефертити и их троих детей. Как известно, Людвиг Борхардт знал, что у Каирского музея пока ещё не было ни одного экземпляра такого типа алтарей, и поэтому распределил обнаруженные его экспедицией артефакты именно таким образом. Желание Гастона Масперо получить алтарь в экспозицию Каирского музея, возможно, и определило выбор Лефевра. Немецкий египтолог Рудольф Антес в письме коллеге Бернарду Ботмеру восхищался лисьей хитростью, с которой Борхардту удалось заинтересовать Лефевра той частью находок, где был алтарь, а не бюст:25:105. В 2009 году немецкий египтолог Рольф Краусс подверг сомнению подлинность самого Каирского алтаря, подозрительно похожего на стелу с изображением семьи Эхнатона из фондов берлинского Египетского музея и обнаруживающего целый ряд странных стилистических деталей. По версии Краусса после обнаружения бюста Нефертити Людвиг Борхардт, обладавший обширными связями среди каирских фальсификаторов древнеегипетских артефактов, срочно выехал в Каир, где заказал подделку, чтобы в январе представить её при распределении находок в качестве достойной альтернативы бюсту Нефертити. Сам Людвиг Борхардт в 1918 году объяснял свой успех 20 января 1913 года не только неподготовленностью Лефевра в области изобразительного искусства и своими навыками искусного переговорщика. Накануне Лефевр получил по телеграфу излишне жёсткую по его мнению инструкцию от начальства поделить находки немецкой экспедиции между Египтом и Германией строго поровну и оказался в неприятной и неудобной ситуации, о чём открыто заявлял. В то же время Джон Альберт Уилсон, видимо, со слов Германа Ранке считал, что представителю Службы древностей было «всё равно», что получит Каирский музей — бюст или алтарь:105—106. С разрешения директора Службы древностей Гастона Масперо египетская доля археологических находок экспедиции Борхардта была также вывезена в Германию на временную экспозицию. Эти экспонаты Борхардт вернул в Египет уже после войны, в 1924 году:104.
Благоприятный для Германии исход распределения находок 20 января 1913 года породил множество легенд о том, к каким ухищрениям прибегла немецкая сторона в стремлении заполучить бюст Нефертити. По одной из версий, широко распространённой, но не имеющей документального подтверждения, чтобы скрыть истинную ценность скульптурного портрета Нефертити, его обернули серебряной фольгой и залили в гипс, чтобы инспектор Лефевр при осмотре не обратил внимания на эту малоинтересную архитектурную деталь.

## Бюст в Германии

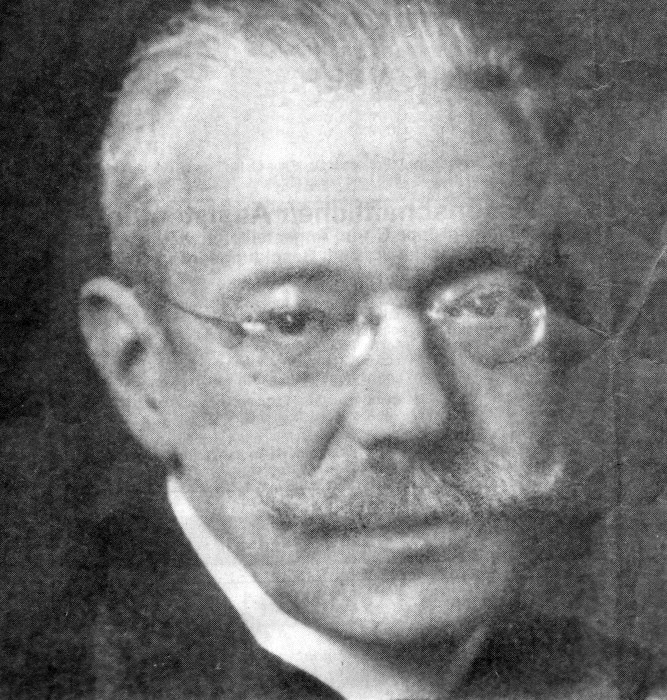
Джеймс Симон

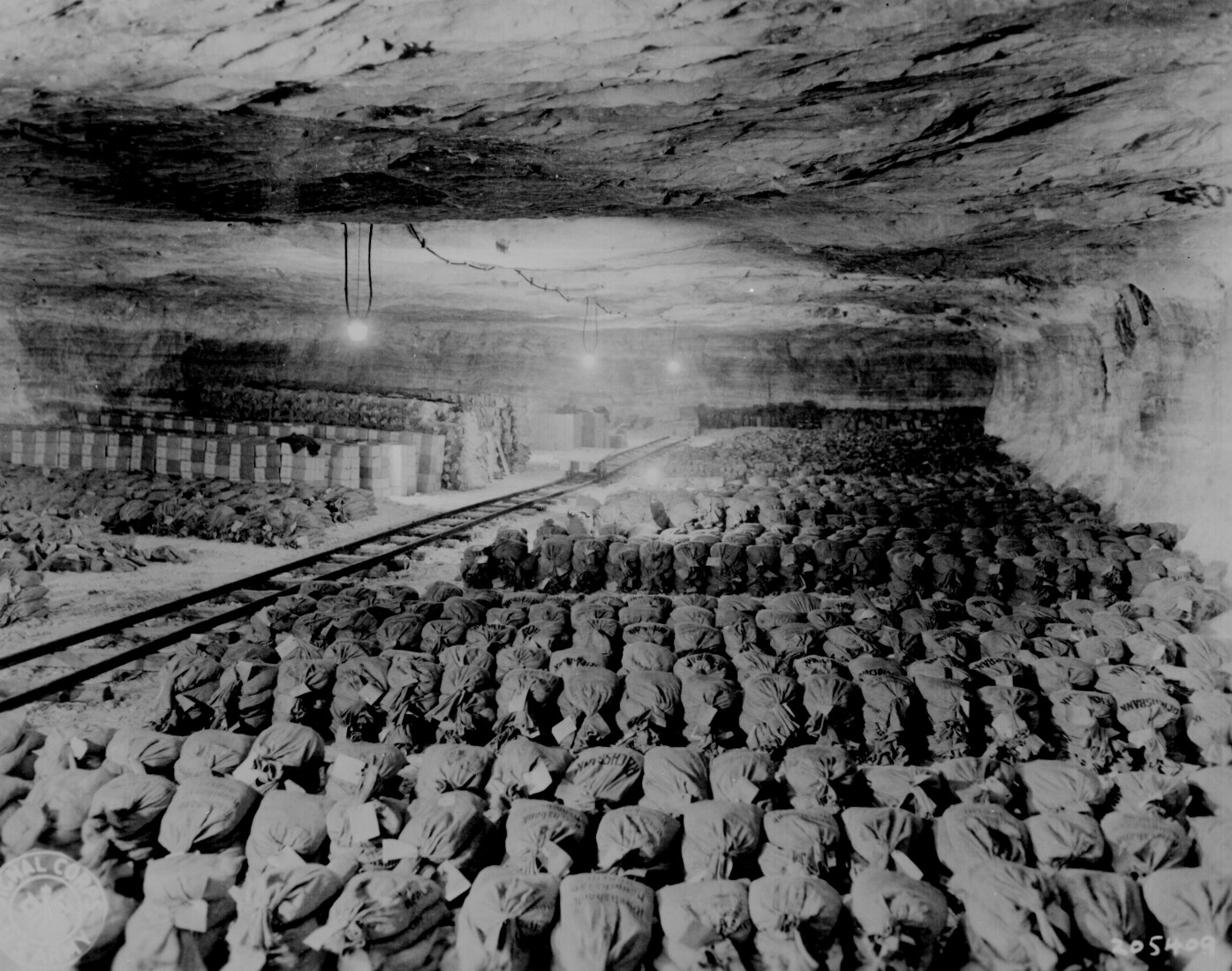
Ценности, обнаруженные весной 1945 года американскими войсками в соляной шахте в Меркерсе

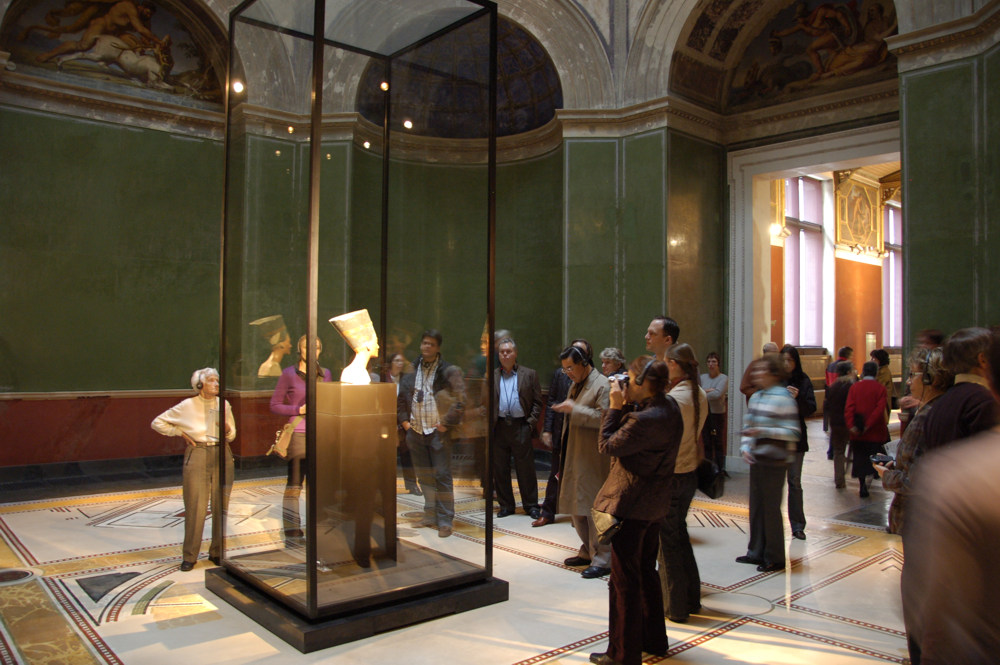
Бюст Нефертити в экспозиции реставрированного Нового музея

По договору с Германским восточным обществом финансировавший экспедицию Джеймс Симон получал в собственность всю немецкую долю археологических находок из Амарны:23. Некоторые особенно интересные находки, среди них и портрет Нефертити, хранились в его домашнем музее на вилле:93—94 в берлинском районе Тиргартен на месте, где в настоящее время располагается представительство земли Баден-Вюртемберг. На вилле Симона бюст Нефертити неоднократно осматривал и восхищённый кайзер Вильгельм II. Борхардт выступал против публичной демонстрации бюста, и в течение 13 лет он был скрыт от общественности. В 2005 году Фонд прусского культурного наследия пояснил позицию Борхардта следующим образом: приблизительно в то же время некий особо ценный экспонат при распределении находок достался американской археологической экспедиции, что вызвало определённое недовольство среди египтян. Во избежание проблем с ведением дальнейших раскопок в Египте Борхардт решил пока не предавать огласке информацию о бюсте Нефертити, вывезенном в Берлин. В июле 1920 года Симон передал археологические находки из Амарны в дар Свободному государству Пруссии. Впервые бюст Нефертити демонстрировался на публике в 1924 году, став центральным экспонатом открытой в Новом музее постоянной экспозиции находок из Тель-эль-Амарны Бюст Нефертити произвёл сенсацию и вызвал всплеск интереса к персоне неизвестной на тот момент широким массам древнеегипетской царицы:83.
С началом Второй мировой войны в сентябре 1939 года бюст был помещён в ящик № 28 хранилища Рейхсбанка на Жандарменмаркте, а в 1941 году перевезён в бункер зенитной башни в Берлинском зоопарке. В марте 1945 года художественные и культурные ценности из бункера были эвакуированы в Тюрингию и помещены в соляную шахту комбината Кайзеррода в Меркерсе:86. 4 апреля 1945 года, через 13 дней после занятия Меркерса частями 3-й американской армии, бюст перевезли в Рейхсбанк во Франкфурте-на-Майне. После Второй мировой войны американцы создали в Висбадене Центральный пункт сбора произведений искусства, и бюст Нефертити в ящике с подписью «раскрашенная царица» был перемещён из Франкфурта в Висбаден. Начальник Центрального пункта сбора капитан Уолтер Фармер воспрепятствовал вывозу бюста в США. Уже 12 мая 1946 года в Висбаденском музее открылась организованная по инициативе Фармера выставка художественных ценностей из берлинских музеев, где также демонстрировался бюст Нефертити. В январе 1947 года журнал «Шпигель» сообщал, что выставку увидело более 200 тыс. посетителей:87. В 1948 году все произведения искусства, вывезенные из Берлина, были переданы в управление правительству земли Гессен, и до 1956 года бюст оставался в Висбадене.
Портрет Нефертити вернулся в Берлин 22 июня 1956 года и в течение 11 лет экспонировался в картинной галерее Музейного центра в Далеме, а затем был передан Египетскому музею и собранию папирусов, экспозиция которого открылась в Шарлоттенбурге 10 октября 1967 года:87. До 28 февраля 2005 года бюст Нефертити вместе с остальной частью древнеегипетской коллекции постоянно хранился в восточном штюлеровском здании в Шарлоттенбурге и покинул его лишь на время первого томографического исследования в клинике Свободного университета Берлина. В 2005 году портрет царицы на пять месяцев был передан в берлинский Культурфорум на выставку «Иероглифы о Нефертити»:13, а затем демонстрировался в экспозиции Старого музея, где для него было подобрано специальное освещение:13, и там Нефертити производила впечатление не «красивой девушки», а женщины более зрелого возраста. 16 октября 2009 года открылся реконструированный Новый музей, и бюст Нефертити вернулся на своё первоначальное место на Музейном острове. Скульптурный портрет за инвентарным номером 21300, считающийся главным экспонатом музея и привлекающий множество посетителей, находится в отдельном купольном зале с комбинированным освещением. Фотографировать бюст запрещено.

## Нефертити

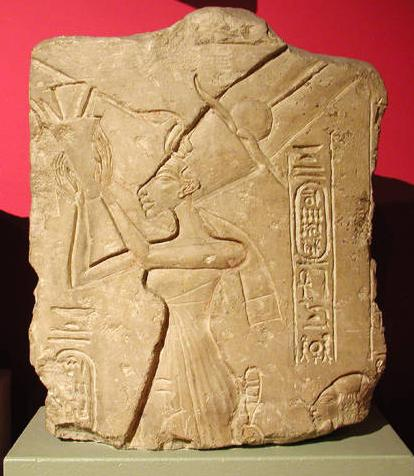
Нефертити, приносящая жертву Атону. На картуше её титул: «Владычица обеих земель»

О происхождении супруги Эхнатона великой царицы Нефертити достоверных сведений не сохранилось. Версии менялись с течением времени в зависимости от интерпретации обнаруживаемых археологических находок. Имя Нефертити переводится как «Красавица пришла», поэтому согласно одной из версий супруга Эхнатона не была египтянкой. Некоторые учёные идентифицируют её с хурритской царевной Тадухепой, дочерью царя Тушратты, однако большинство египтологов предполагают, что Нефертити — дочь Эйе, вероятного брата царицы Тии, и его первой супруги, а значит, также была родом из Ахмима. Тия, вторая супруга Эйе, упоминается как кормилица будущей царицы и поэтому не может быть её биологической матерью, а кроме того она стала впоследствии свекровью Нефертити. В пользу египетского происхождения Нефертити свидетельствуют упоминания о её сестре Мутнеджмет, занимавшей высокое положение при дворе фараона и ставшей впоследствии супругой фараона Хоремхеба.
Предполагается, что Эхнатон, тогда ещё Аменхотеп IV, и Нефертити поженились незадолго до его восшествия на трон. Невесте было 12—15 лет, жених был её старше на несколько лет. У Нефертити и Эхнатона родилось шесть дочерей: Меритатон, Макетатон, Анхесенамон, Нефернеферуатон, Нефернефрура и Сетепенра. Нефертити полностью поддерживала религиозные преобразования, начатые мужем, и была не менее убеждённой сторонницей новой религии, чем Эхнатон. Некоторые авторы даже отводят Нефертити роль инициатора религиозной реформации, движущей силы и верховного жреца божества Атона и даже соправительницы Эхнатона. В гробнице фараона Эйе одна из надписей посвящена Нефертити: «Она проводит Атона на покой сладостным голосом и прекрасными руками с систрами, при звуке голоса её ликуют»:38. На так называемых «талататах», песчаниковых блоках из храма Атона в Карнаке, супруга Эхнатона изображена чаще самого фараона. Эхнатон всегда появлялся на публике в сопровождении супруги, Нефертити принимала участие во всех значимых религиозных церемониях, о чём свидетельствуют их многочисленные совместные изображения:48.
К 14-му году правления Эхнатона (1336 до н. э.) все упоминания о царице исчезают. Однако, в одной из скульптурных мастерских (O.47.16) была найдена маска, снятая с Нефертити уже на склоне лет. Так как маска подверглась скульптурной обработке, невозможно установить, была ли она снята с мёртвой или живой женщины:61. Об обстоятельствах смерти царицы Нефертити сведения отсутствуют.

## Бюст
Бюст Нефертити изготовлен из цельного известняка, отделан гипсо-ангидритовой смесью и полностью окрашен. На нём нет никаких иероглифических надписей. Однако характерная «корона», которую Людвиг Борхардт назвал «париком», помогла исследователям идентифицировать модель, сравнивая скульптуру с другими изображениями Нефертити. Стиль моделировки бюста восходит к временам правления Эхнатона и, следовательно, относится к XVIII династии (Новое царство). В пределах амарнского периода бюст относят к так называемой «поздней амарнской фазе», то есть к последним годам правления Эхнатона.
За исключением нескольких повреждений, как то: утраченный урей надо лбом царицы, части ушных раковин или крупный поверхностный скол гипсового слоя короны с левой стороны и среза левого плеча, бюст Нефертити удивительно хорошо сохранился. Во время реставрационных работ 1925 года по мелким осколкам гипса были восстановлены уши. Красочный слой скульптуры сохранён в оригинальном состоянии и не реставрировался. Во время многочисленных перемещений в Германии скульптура подвергалась различного рода воздействиям — вибрациям, колебаниям температуры и уровня влажности воздуха и тем не менее сохранила свой великолепный облик.

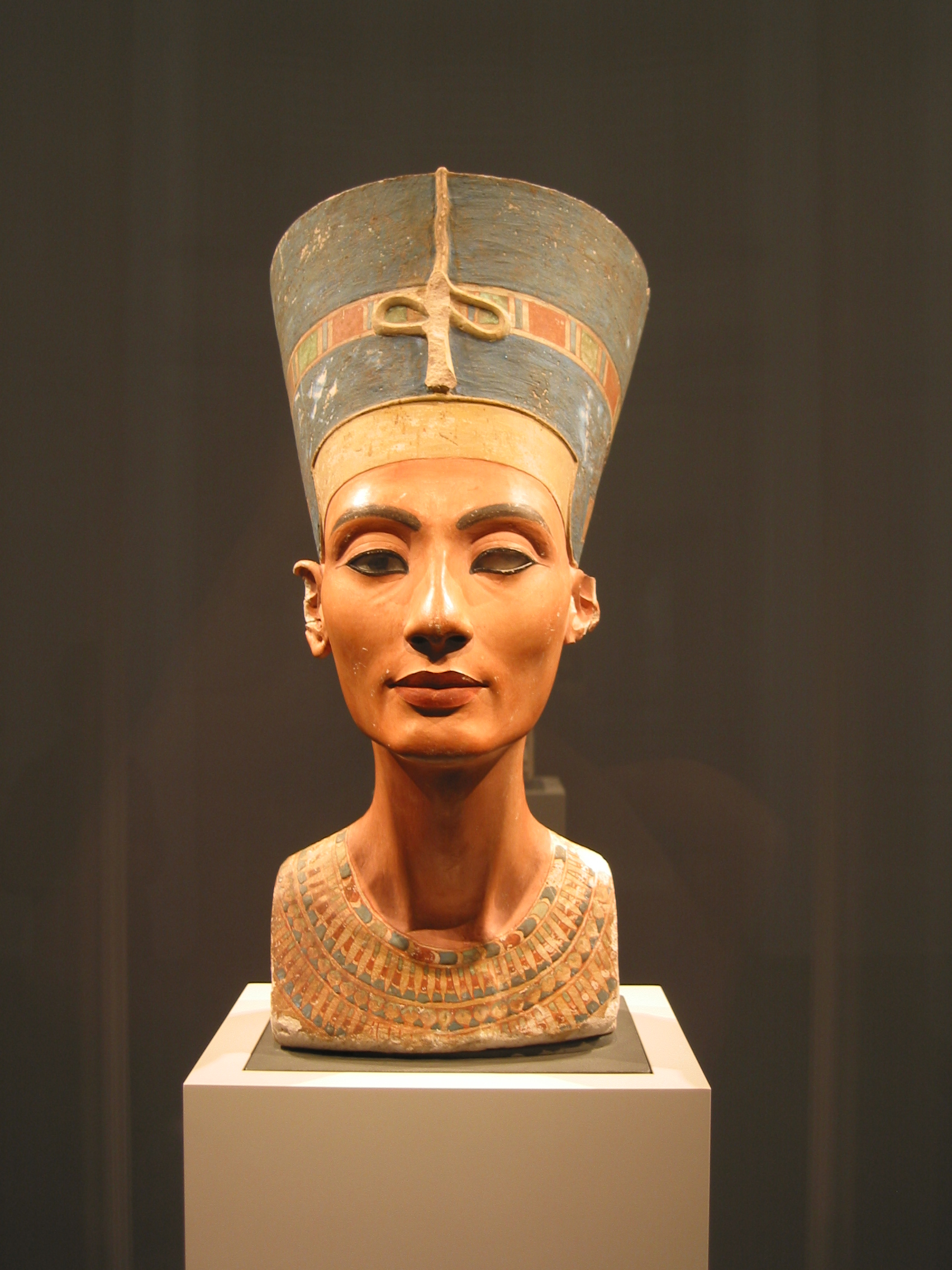
Вид спереди
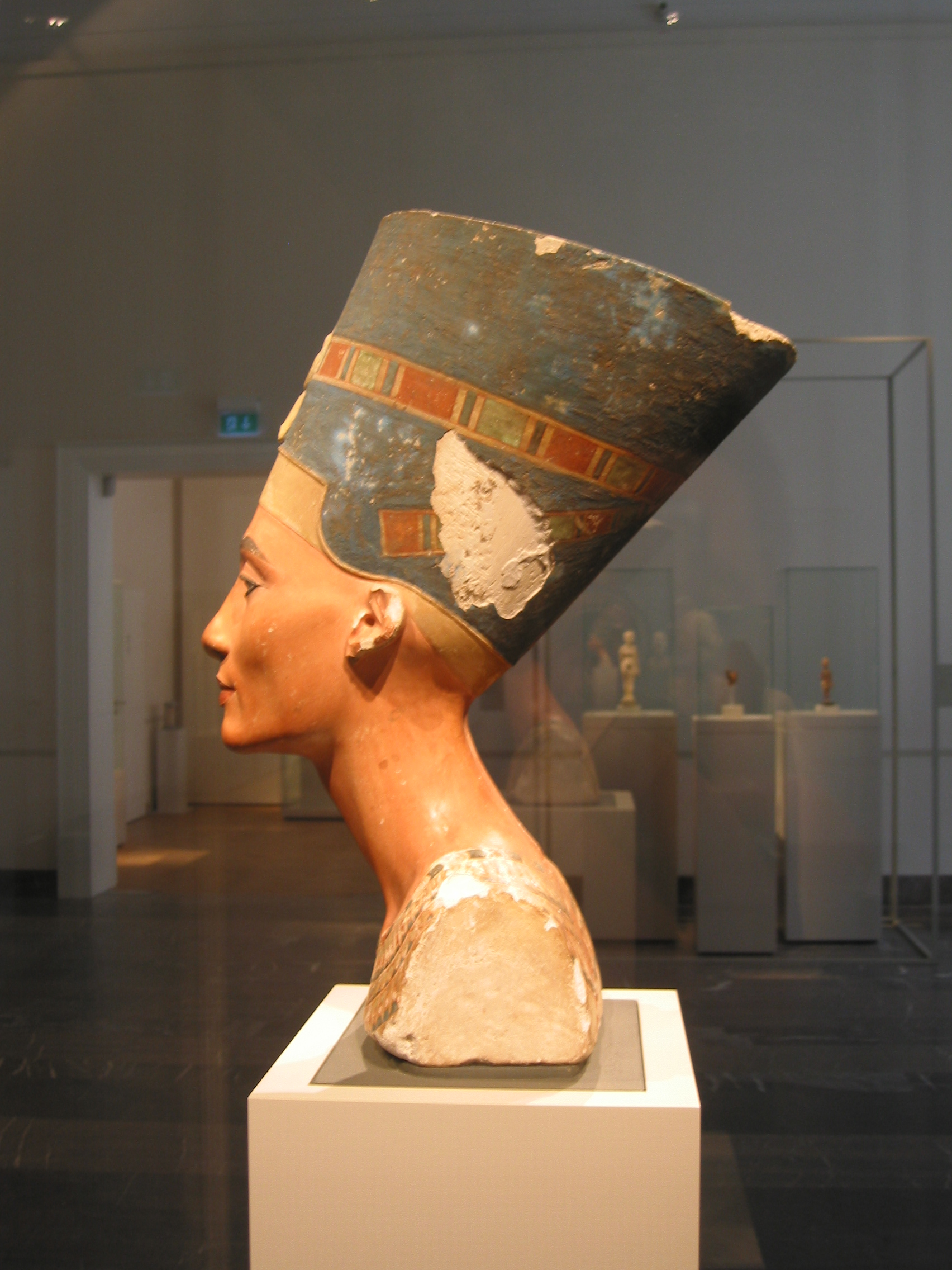
Вид слева
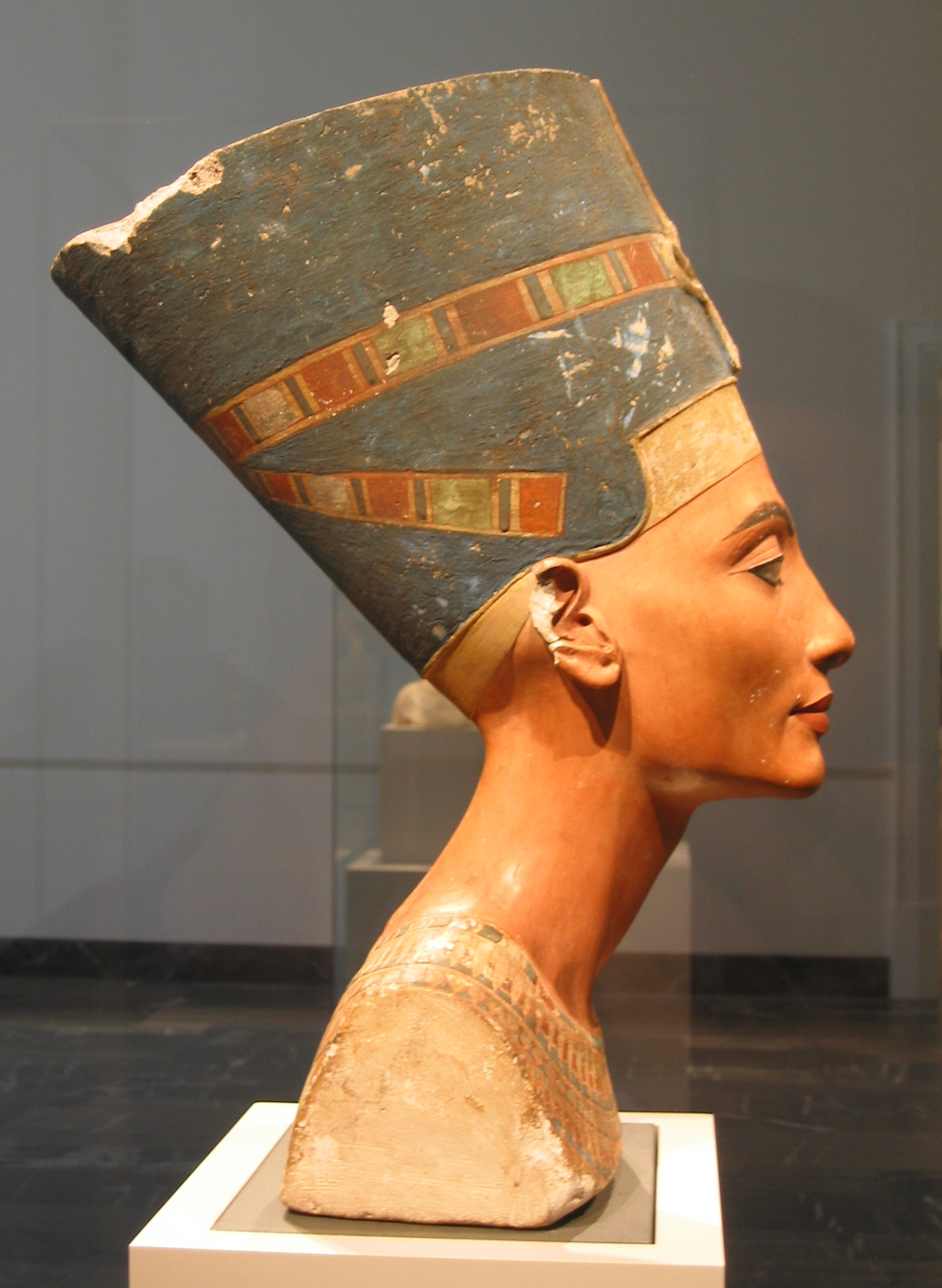
Вид справа
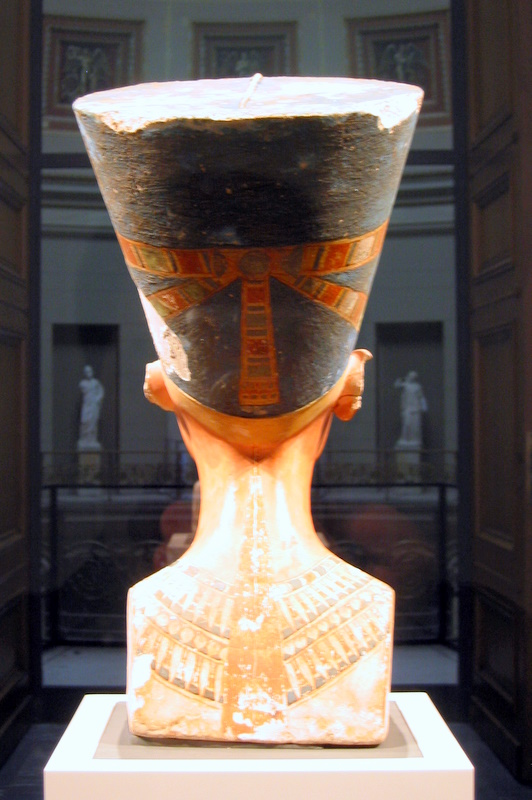
Вид сзади

### Датировка
Несмотря на установление ориентировочного времени создания, точная датировка и определение возраста, например, с помощью анализа изотопа углерода 14C невозможна, поскольку бюст практически не содержит органического материала. В среднем создание бюста сегодня датируется 1340 годом до н. э.:4, оценки возраста скульптуры отличаются из-за расхождения в полученных данных и подходах к определению египетской хронологии.
Краски, покрывающие скульптуру, содержат органические связующие, однако в малом количестве (100:1), недостаточном для проведения исследования. В интервью журналу «Шпигель» директор Научно-исследовательской лаборатории им. Ратгена (Государственные музеи Берлина и Фонд прусского культурного наследия) профессор Штефан Зимон отмечал, что датировать скульптуру возможно по остаткам воска, если они будут обнаружены в левом глазу. «Шпигель» ещё в 1997 году сообщал, что Рольф Краусс в Египетском музее и собрании папирусов обнаружил старый образец воска, который, вероятно, был изъят из правого глаза бюста в 1920 году с повреждением скульптуры. Таким образом стал возможен радиоуглеродный анализ, который на момент исследования в 1997 году определил возраст бюста в 3347 лет.

### Материал и отделка

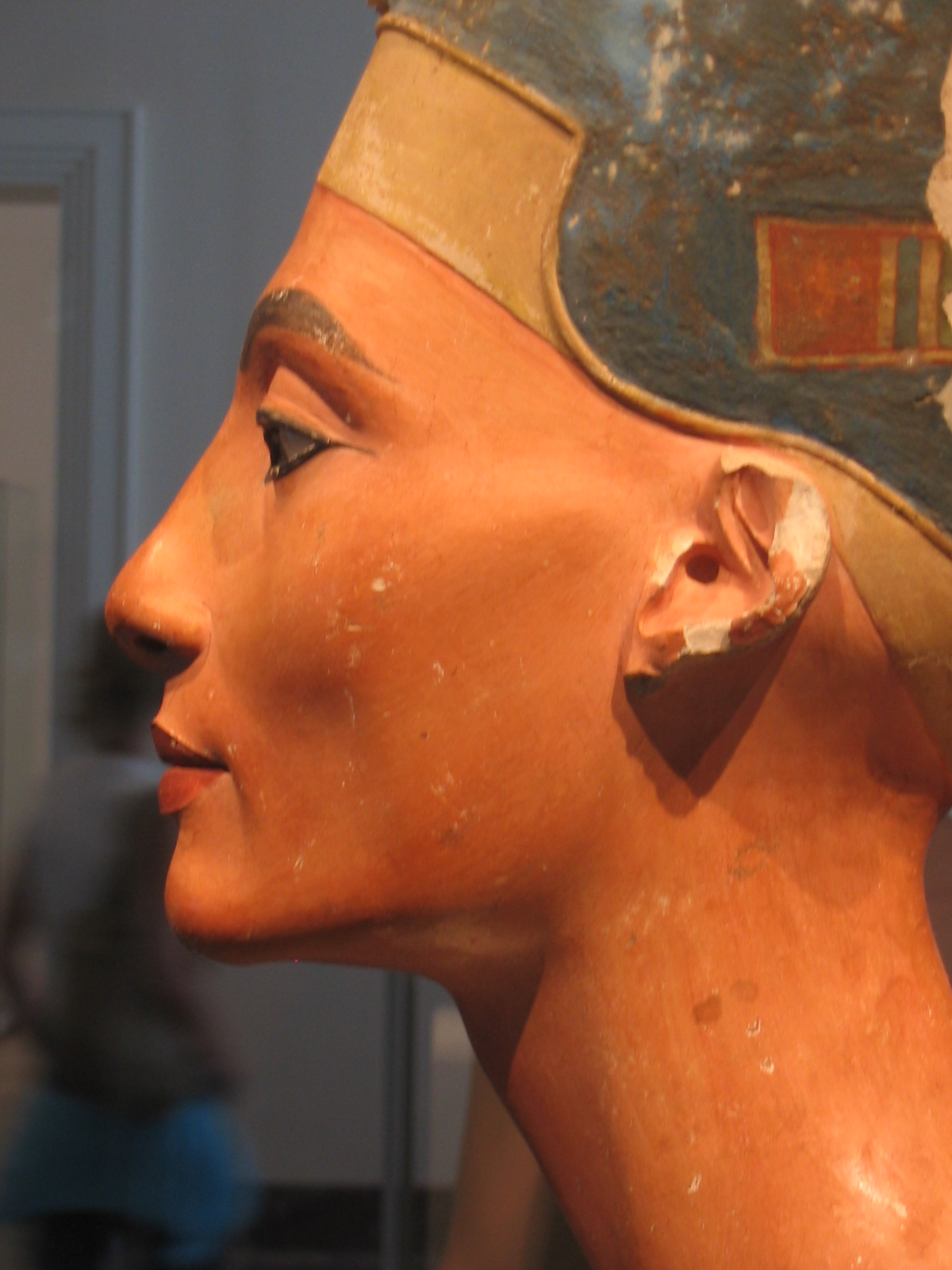
Отделка бюста Нефертити

В журнале раскопок Людвиг Борхардт указал, что высота обнаруженного бюста составляет 47 см (спустя 11 лет он уточнил высоту до 48 см), в действительности она составляет 50 см:56:4. Вес бюста составляет около 20 кг, на его известняковую основу наложен слой стука (гипсовой штукатурки). Правый глаз имеет вкладку из горного хрусталя, очень тонко процарапанную радужку, прокрашенную чёрной краской и закреплённую воском, зрачок сделан из чёрного дерева. Белок глаза аккуратно закрашен белой краской. Зрачок левого глаза отсутствует, определить, был ли он установлен скульптором, не представляется возможным:254.
Людвиг Борхардт заказал химический анализ использованных красок и опубликовал его результаты в работе 1924 года «Портрет царицы Нефертити». Состав красок, определённый Ратгеном, был следующим: синяя — порошок из растёртой фритты, окрашенной оксидом меди (II); телесный цвет — растёртый кальцит, окрашенный оксидом железа; жёлтая — аурипигмент (сульфид мышьяка (III)); зелёная — порошок из фритты, окрашенный оксидами меди и железа; красная — оксид железа; чёрная — уголь с воском; белая — мел (карбонат кальция):118. Бюст был раскрашен после завершения моделирования поверхности стука. На основании микрофотографий известно, что пять слоёв краски накладывались в следующем порядке: синий, белый, жёлтый, синий и, наконец, красный.

### Изображение царицы
Нежный овал лица, глаза, прикрытые тяжёлыми веками, мягкие очертания щёк и подбородка придают необычайную женственность лицу Нефертити. Сколько изящества в профиле царицы, утончённости, какая гордая, царственная осанка. Голова кажется каким-то редким цветком, может быть, немного тяжёлым для тонкого, чуть изящного стебля — шеи.
Описывая обнаруженный бюст в журнале раскопок, Людвиг Борхардт назвал высокое головное украшение на женской голове париком. В Древнем Египте женщины практично сбривали волосы на голове, спасаясь от жары и насекомых:62, и носили пышные шерстяные парики, иногда сразу несколько, один на другой. У нескольких скульптурных портретов царевен из мастерской Тутмоса лысые головы с неестественной формы большим затылком, ставшим одной из характерных черт местного маньеристского и гротескного скульптурного стиля.
На ранних изображениях Нефертити появлялась в длинном парике из трёх частей, закреплённом на голове диадемой или лентой, иногда в коротком мужском нубийском парике, который обычно носили солдаты. Как и её предшественницы, царица также носила корону Хатхор из перьев, коровьих рогов и с солнечным диском. Необычный и запоминающийся синий головной убор Нефертити появился ко времени переезда в Ахетатон и служил особым знаком отличия супруги фараона Эхнатона:60. В своём большинстве египтологи именуют синее конусообразное сооружение на голове Нефертити не париком, а короной, иногда шлемом и тиарой. По предположению Доротеи Арнольд, конусообразная форма этого головного убора восходит к мужскому головному убору фараонов хепрешу. Искусствовед М. Мерцалова называет корону Нефертити атефом. Цветная лента, или обруч-диадема, «инкрустированная» рисованными драгоценными камнями, обвивает синюю тиару, а сзади «крепится» сердоликом, с обеих сторон которого изображены соцветия папируса. Диадема подобна той, что была найдена в гробнице Тутанхамона. Ожерелье усех на плечах Нефертити в виде гирлянд из плодов персеи, лепестков и цветков лотоса, василька и мака, повторяет цвета диадемы. В больших скульптурах, для которых бюст мог служить моделью, украшения выполнялись из золота и драгоценных и полудрагоценных камней, а также поделочных камней (сердолика, рубина, малахита, лазурита):57:13. Надо лбом находился царский урей. Сзади из-под короны вдоль шеи опущены две красные ленты, окаймлённые белым контуром:57. С левой стороны короны над ухом утрачена штукатурка. В отличие от других древнеегипетских бюстов, у этого отсутствуют плечи, он заканчивается в начале ключиц.
У царицы тонкие черты лица, высокие скулы, длинная шея без морщин. Обе половины лица абсолютно симметричны. Кожа свежего розово-бежевого цвета, губы не слишком полные, красно-коричневого оттенка. Миндалевидные глаза обведены чёрным контуром:253. Макияж выглядит так, как будто его только что нанесли. В своей выразительности изображение не только соответствует идеалу красоты современности, но и придаёт образу Нефертити особую индивидуальность:15.

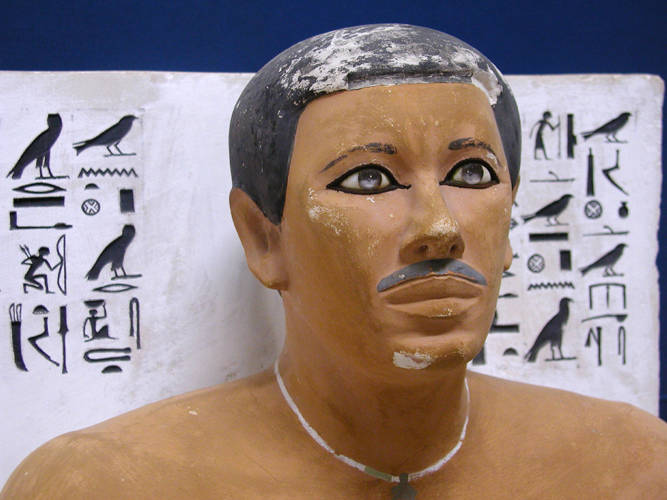
Статуя сидящего Рахотепа. Каирский египетский музей

Почти идеальная сохранность, яркость красок и живость правого глаза производят поразительное впечатление на зрителя:13. Зрачки из горного хрусталя такой тонкой работы есть ещё только у знаменитых статуй царевича Рахотепа из IV династии (Древнее царство) и его жены Нофрет из Каирского египетского музея. Скульптор, выполнивший бюст, создал обобщённый образ и, в то же время, несмотря на идеализацию достиг высокой степени реализма изображения. Интересная особенность портрета — сочетание покоя и движения: шея подана вперёд, удерживая голову под массивной короной и уравновешивая всю композицию, мышцы шеи напряжены, что особенно отчётливо видно сзади, под короной, в том месте, где она соединяется с головой:69.
Описывая бюст Нефертити ещё в самой первой публикации, Людвиг Борхардт обратил внимание на поданную вперёд шею царицы, вследствие чего её гортань выдаётся «больше, чем обычно у женщин». Краусс в этой связи отметил, что лёгкий эффект адамова яблока на шее царицы, как и прикрытые веками глаза, даёт выдвинутый вперёд подбородок:69. Некоторые авторы:48—50 увязывают такие «мужские» черты в образе царицы с тенденцией андрогинии в изображении Эхнатона и Нефертити в амарнском искусстве. С течением времени образы фараонской четы как главных жрецов культа Атона становились похожи друг на друга и постепенно сливались в один божественный образ, при этом Эхнатон приобретал женственность, а Нефертити становилась мужественнее. В благородном и отчуждённом облике Нефертити-полумужчины американский искусствовед и культуролог Камилла Палья видит сфабрикованное существо, обольстительного «вампира политической воли» и предполагает, что правильной реакцией на бюст Нефертити должен быть парализующий страх.

### Отсутствующий левый глаз
Описывая обстоятельства обнаружения бюста Нефертити в журнале раскопок, Людвиг Борхардт записал по поводу так и не обнаруженной вкладки левого глаза: «Лишь значительно позже я увидел, что её (вкладки) никогда не существовало». Позднее он пояснил свою мысль: в левом глазу не было следов клеящего вещества, которые имелись на вкладке правого глаза, не наблюдалось и какой-либо видимой обработки глазницы для закрепления вкладки:67.
Мнения специалистов относительно левого глаза значительно расходятся. Как правило, его отсутствие объясняют тем, что он так и не был установлен, поскольку пустая глазница не имеет следов оригинального крепления с помощью клея или обработки, хотя вкладка должна была быть помещена туда ещё при изготовлении бюста:254. По мнению Доротеи Арнольд, пока микроскопические исследования не покажут следов обработки, следует считать, что левого глаза никогда не было:67. Британский египтолог Николас Ривз обращает внимание на то, что ранние пробы из левой глазницы показали наличие в ней следов той же краски, что и в правой. Существует версия, что левой вставки никогда не было, так как глазница уже изначально была закрашена белой краской. Сторонники этой гипотезы считают, что портрет, созданный при жизни царицы, должен был получить второй глаз позднее, так как портретная скульптура с двумя глазами считалась «частью существа изображённого человека» и предназначалась для «оживления» человека после смерти. Слабость этой версии состоит в том, что портрет Нефертити до настоящего времени является единственным образцом древнеегипетской скульптуры с одним глазом:57. Египетский археолог Захи Хавасс считает, что у бюста изначально было два глаза и левый был уничтожен позднее. По предположению немецкого египтолога Германа Шлёгля, бюст выполнял в мастерской Тутмоса функции скульптурной модели и учебного пособия, а левый глаз оставался незавершённым для того, чтобы демонстрировать работникам мастерской и ученикам Тутмоса, как необходимо обработать глазницу под вкладку радужной оболочки.
Профессор Штефан Зимон в 2009 году указал на то, что попыток определить, имеются ли в левом глазу следы выступавшего в качестве клея воска, не производилось. Ввиду высокой ценности скульптуры получить образец для дальнейшего анализа не представляется возможным. Кроме того, Зимон обратил внимание на небольшие повреждения под глазом, возможно, следы от ножа или скальпеля, и отметил наличие в левой глазнице частиц той же синей краски, что и в правой.
По имеющимся в настоящее время данным царица Нефертити не упоминается после 12-го или 13-го года правления Эхнатона, поэтому в течение некоторого времени считалось, что она впала в немилость и работа над её изображениями прекратилась. По ещё одной версии у царицы была болезнь глаз.

### Исследования

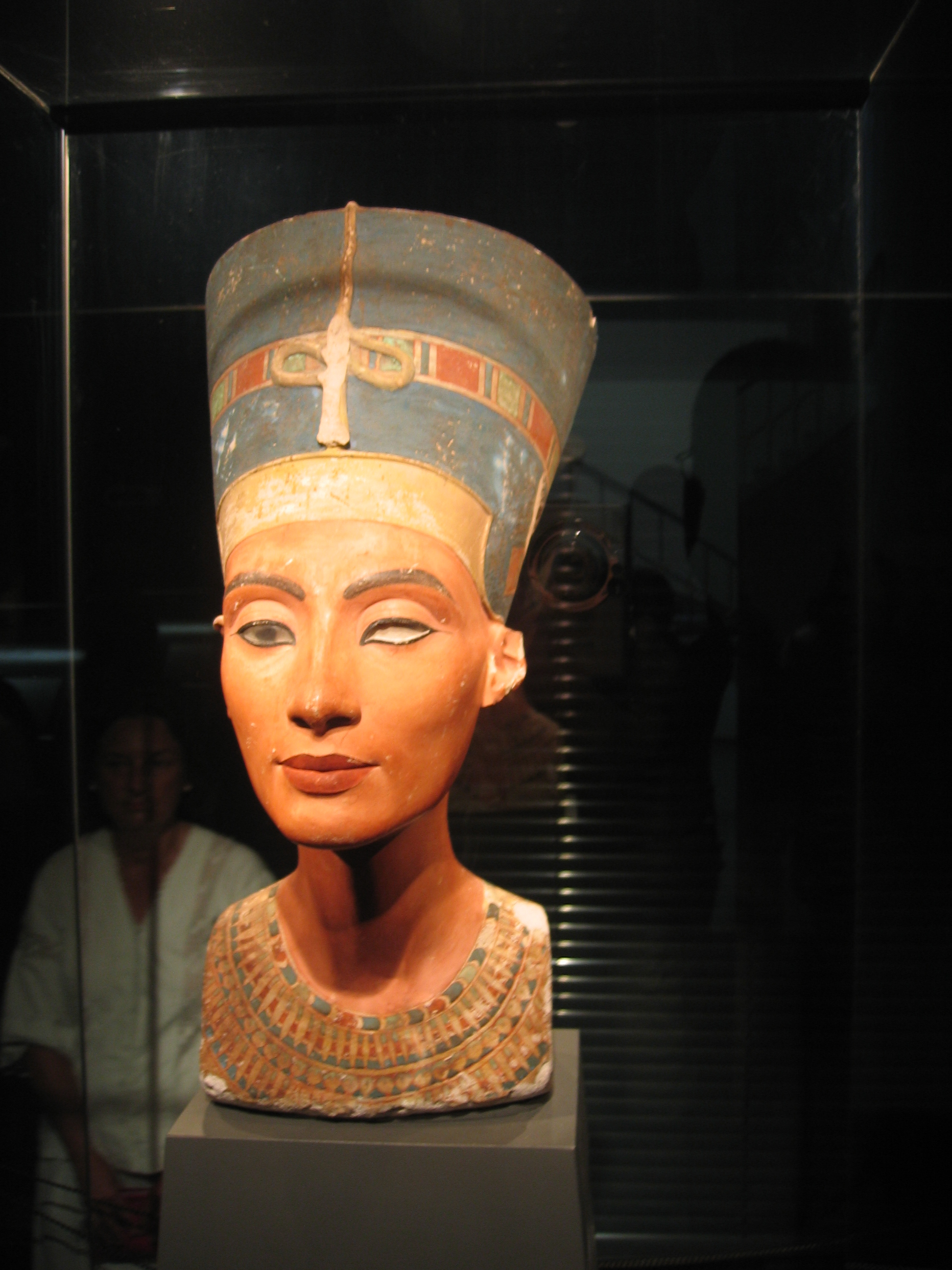
В Шарлоттенбурге

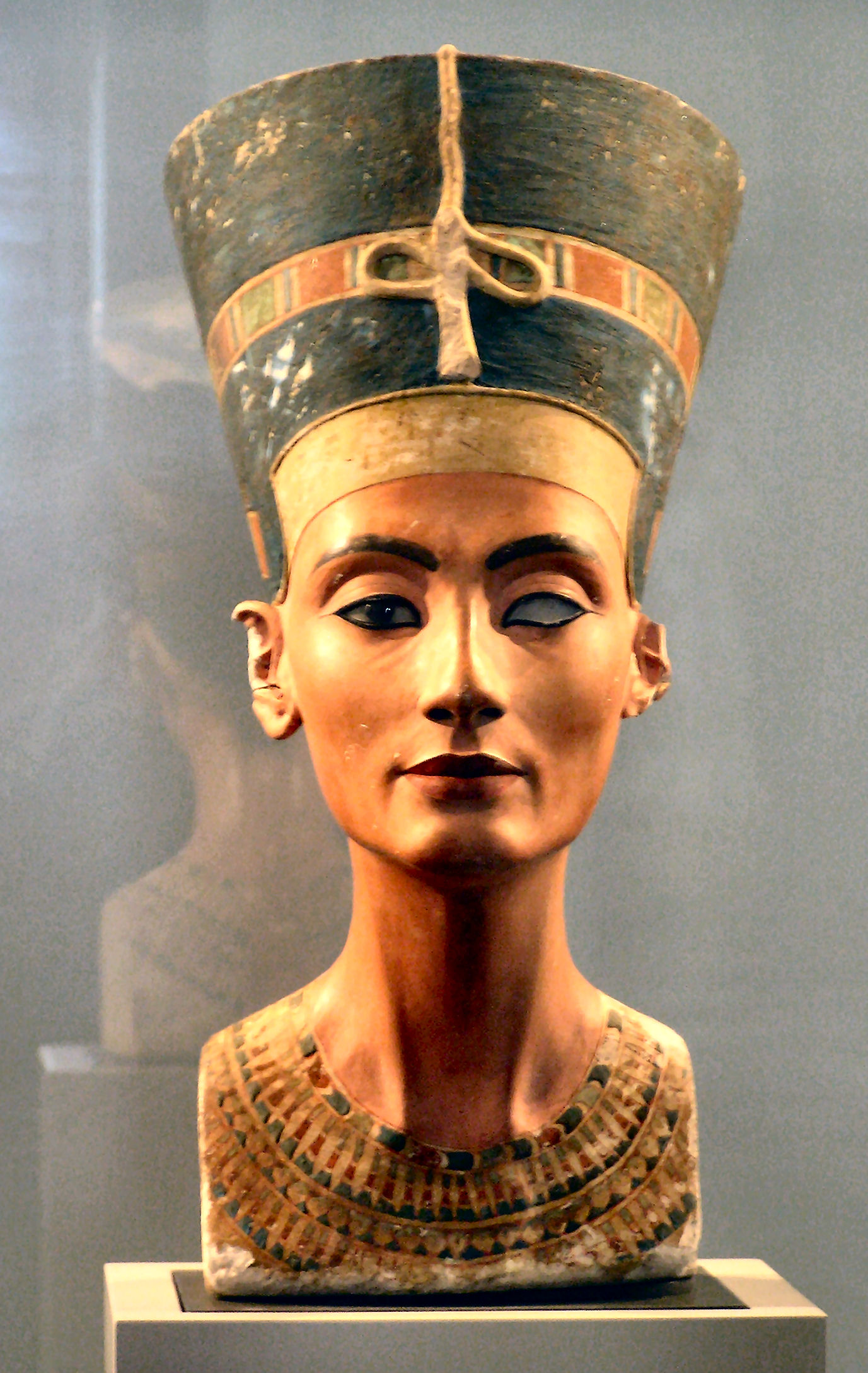
В Старом музее

Впервые бюст изучен в 1923 году химиком Фридрихом Ратгеном, который провёл анализ красок, использованных при отделке портрета царицы; Людвиг Борхардт опубликовал результаты этого исследования в 1924 году. В 1925 году скульптор Рихард Еннер (нем. Richard Jenner) изучал и реставрировал бюст. Анализы и обмеры скульптуры проводились также в 1950, 1969 и 1982 годах. В 1982 году кристаллографы Г. Видерманн и Г. Бауэр из Швейцарской высшей технической школы Цюриха провели рентгеноструктурный анализ образцов голубого пигмента со скульптуры. По результатам исследования было установлено, что в краске присутствуют кристаллы кальциево-медного слоистого силиката (Ca Cu [Si4O10]) и что, возможно, мастера Ахетатона синтезировали краситель, используя местное природное сырьё.
В 1986 году были исправлены опубликованные Борхардтом данные о составе штукатурки, покрывающей известняковую основу: новое химическое исследование показало, что это гипсо-ангидритовая смесь (стук), которая также использовалась в других произведениях амарнского периода. В 1989 году египтолог Рольф Краусс установил, что бюст был выполнен с помощью сетки для переноса изображений, разделённой на квадраты со стороной 1,875 см каждый, то есть в один палец (равный ширине пальца — это наименьшая египетская мера длины, см. раздел Математика в статье Древний Египет). До этого в изобразительном искусстве применялись меры, самой меньшей из которых была ладонь — около четырёх пальцев (7,5 см). Общая высота сетки — 28 квадратов или 52,5 см:68.
Бюст Нефертити дважды (в 1992 и 2006 годах) исследовался на компьютерном томографе (КТ) методом неразрушающего контроля с целью изучения техники изготовления, а также оценки сохранности скульптуры и имеющихся повреждений. Бюст (голова) царицы Тии (ÄMP 21834), который считается вторым по важности предметом в собрании берлинского Египетского музея:146—147, прошёл аналогичное исследование ещё в 1990 году.
В 1992 году изображения горизонтальных срезов на уровне глаз, полученные с помощью компьютерного томографа, позволили определить плотность вещества в правой глазнице за вкладкой из горного хрусталя. Она соответствовала плотности человеческой жировой ткани, было сделано предположение, что под вкладкой находится воск. Значительная корректировка известняковой основы наложением стукко, вероятно, свидетельствует о том, что бюст мог служить скульптору моделью при создании больших изваяний Нефертити. Скульптуры, которые предназначались для захоронений и храмов, не обрабатывались гипсом так тщательно:148.
Через 14 лет после первого исследования, в 2006 году, было проведено новое КТ-сканирование бюста, которое организовал телеканал National Geographic в сотрудничестве с подразделением Siemens Medical Solutions компании Siemens. Сканирование прошло под руководством доктора медицины Александра Хупперца, директора Института визуальной информации (нем. Imaging Science Institute) при берлинской клинике «Шарите», и под наблюдением египтолога, директора Египетского музея и собрания папирусов, Дитриха Вильдунга. Исследование 2006 года с применением томографа с разрешающей способностью до 0,3 мм позволило более подробно, чем в 1992 году, изучить основу бюста. На известняковой основе Нефертити выглядит старше, форма её носа менее гармонична, в области рта обнаружились явственные морщины, плечи опущены и асимметричны. На некоторых участках толщина слоя корректирующего стука достигает 4 см. На заключительном этапе скульптор выполнил очень мелкие морщинки под глазами. По мнению Дитриха Вильдунга, каменная основа бюста невыразительна и, возможно, не передаёт реального облика Нефертити. То лицо, которым восхищается весь мир, создал мастер, нанёсший на основу стук.
Сенсационную информацию о втором, скрытом гипсом лице Нефертити опровергло заключение, опубликованное в 2009 году немецким Федеральным институтом исследования и тестирования материалов. Сравнив данные томографических исследований 1992 и 2006 годов, специалисты института пришли к выводу, что второе лицо Нефертити на известняковой основе появилось вследствие ошибок, допущенных в алгоритме обработки данных сканирования и при коррекции изображения, и в действительности не существует. Во избежание ошибок Федеральный институт рекомендовал поручать оценку результатов таких исследований сторонним экспертам. Спиральная компьютерная томография великолепно зарекомендовала себя в медицинских исследованиях, однако при обследовании материалов с показателями плотности, существенно отклоняющимися от 1 г/см³, следует применять специализированное оборудование.

## Бюст и искусство Амарны
Реформа Эхнатона закономерно нашла отражение в изобразительном искусстве, которое было теснейшим образом связано с религией. Однако новые тенденции возникли не на пустом месте, они были уже подготовлены всем предшествующим развитием фиванского искусства с возросшим стремлением художников к внимательному изучению и реалистичной передаче окружающего мира. Произведения начального периода амарнского искусства, так называемого «архаизма», отмечены печатью демонстративного отказа от старых форм, это выразилось в несоразмерности частей тела при изображении людей, утрировке, доходящей до карикатурности, резкости рисунка, своеобразной «реалистической экспрессии». Краткий начальный период сменился расцветом амарнского искусства. С течением времени росло мастерство художников, на смену утрировке и заострённости силуэта в изображении человека пришли простота, реализм, непринуждённость в передаче движения. Уже первые рельефы и фрески амарнского периода демонстрируют отказ от симультанизма. Развивается пейзаж, пока ещё исполняющий функцию фона, но уже с реалистичной передачей представителей растительного и животного мира. Никогда прежде в стремлении как можно более конкретизировать место действия не изображалось столько садов и архитектурных сооружений. Перемены затронули не только форму, но и содержание. Впервые фараон выглядел не богом, а человеком, который живёт обычной жизнью в окружении семьи, в которой царит любовь.
Находки экспедиции Борхардта дали материал для изучения приёмов работы скульпторов в Ахетатоне. Для скульптурного портрета мастер сначала снимал с портретируемого маску, с которой выполнялась отливка. Он подвергал отливку обработке, удаляя всё ненужное и прорабатывая детали. Если результат получался неудовлетворительным, выполнялась новая отливка. Таким образом, работая над серией отливок, скульптор создавал образец для каменной статуи:58.
Скульптуры из мастерской Тутмоса отличаются и от произведений фиванской империи, и от «архаизма» Амарны:60. Все обнаруженные в мастерской скульптурные работы выполнены с высочайшим мастерством, тем не менее бюст Нефертити является наиболее выдающимся произведением в мастерской скульптора Тутмоса. Это единственное раскрашенное изображение «абсолютной завершённости» считается шедевром древнеегипетского искусства. Известняковый бюст превосходит по своему исполнению не только изваяния всех остальных эпох в истории Древнего Египта, но и другие изображения, рельефы и статуи амарнского периода. В отличие от изображений фараона, царицы и их детей в начале амарнского периода, бюст Нефертити в натуральную величину с его симметричными пропорциями производит впечатление гармонии и мягкой женственности. Этот портрет своими элегантными линиями ближе к современным топ-моделям, чем к идеалу с точки зрения древних египтян, изображавших женщин с округлыми и полными лицами.
Как правило, голова и тело для скульптурных изображений человека в Древнем Египте выполнялись по отдельности и из разных материалов:8. Бюст Нефертити не обнаруживает никаких деталей, которые могли бы свидетельствовать о том, что он предназначался для составной статуи царицы (например, отсутствуют так называемые «шипы» для соединения).

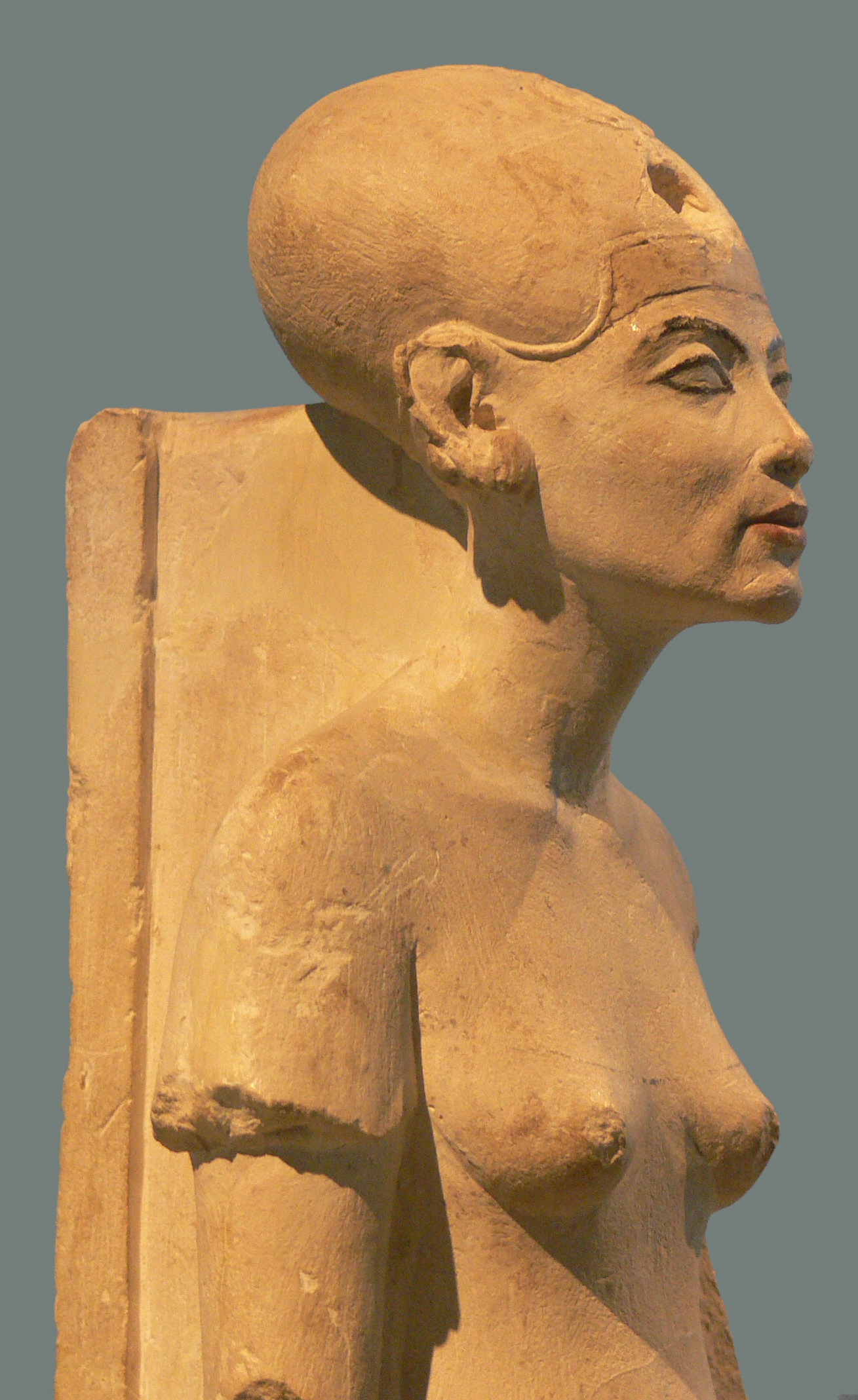
«Нефертити в возрасте». Берлин, № 21263, известняк, высота 40 см
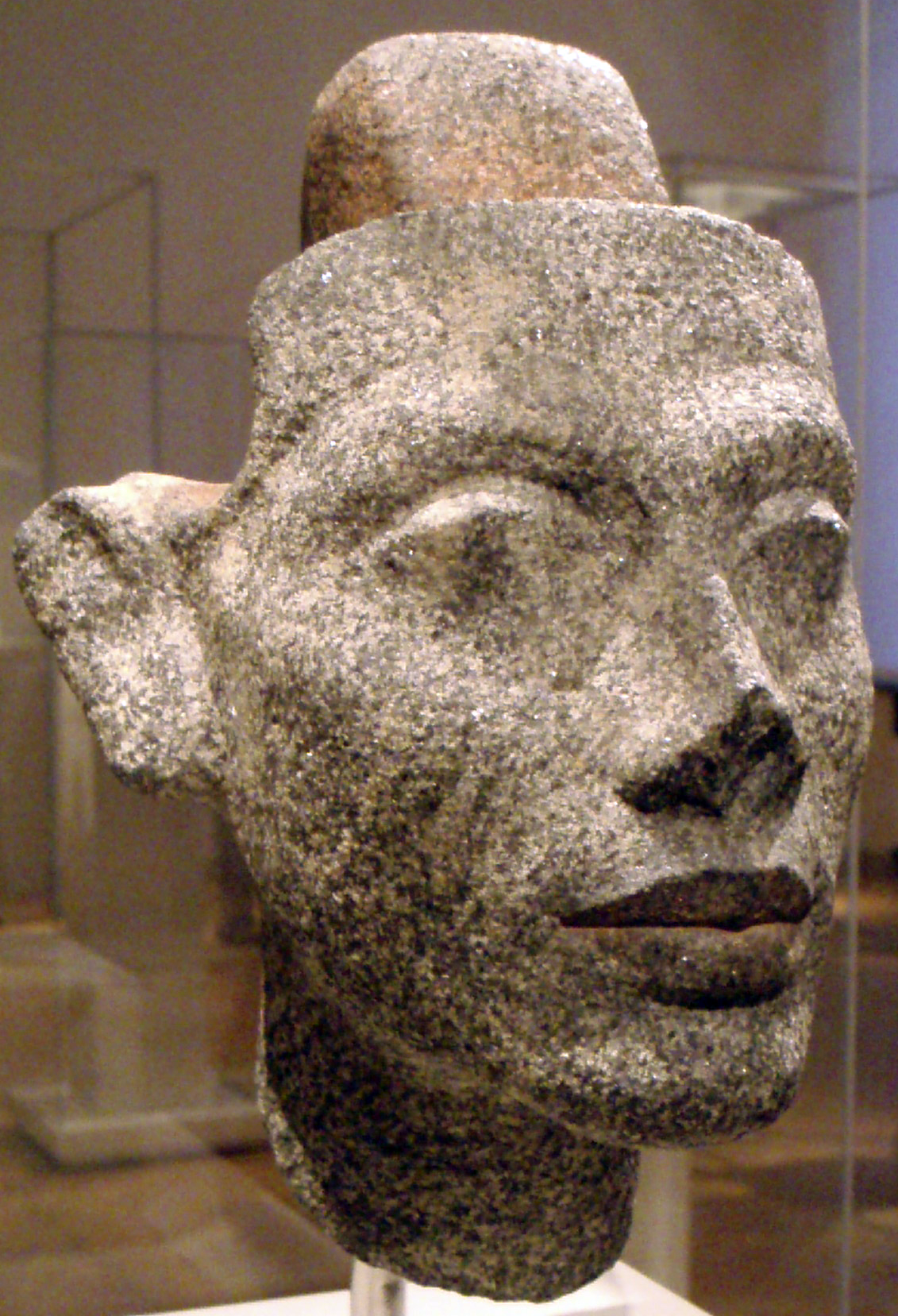
«Монумент». Берлин, № 21358, гранит, высота 23 см
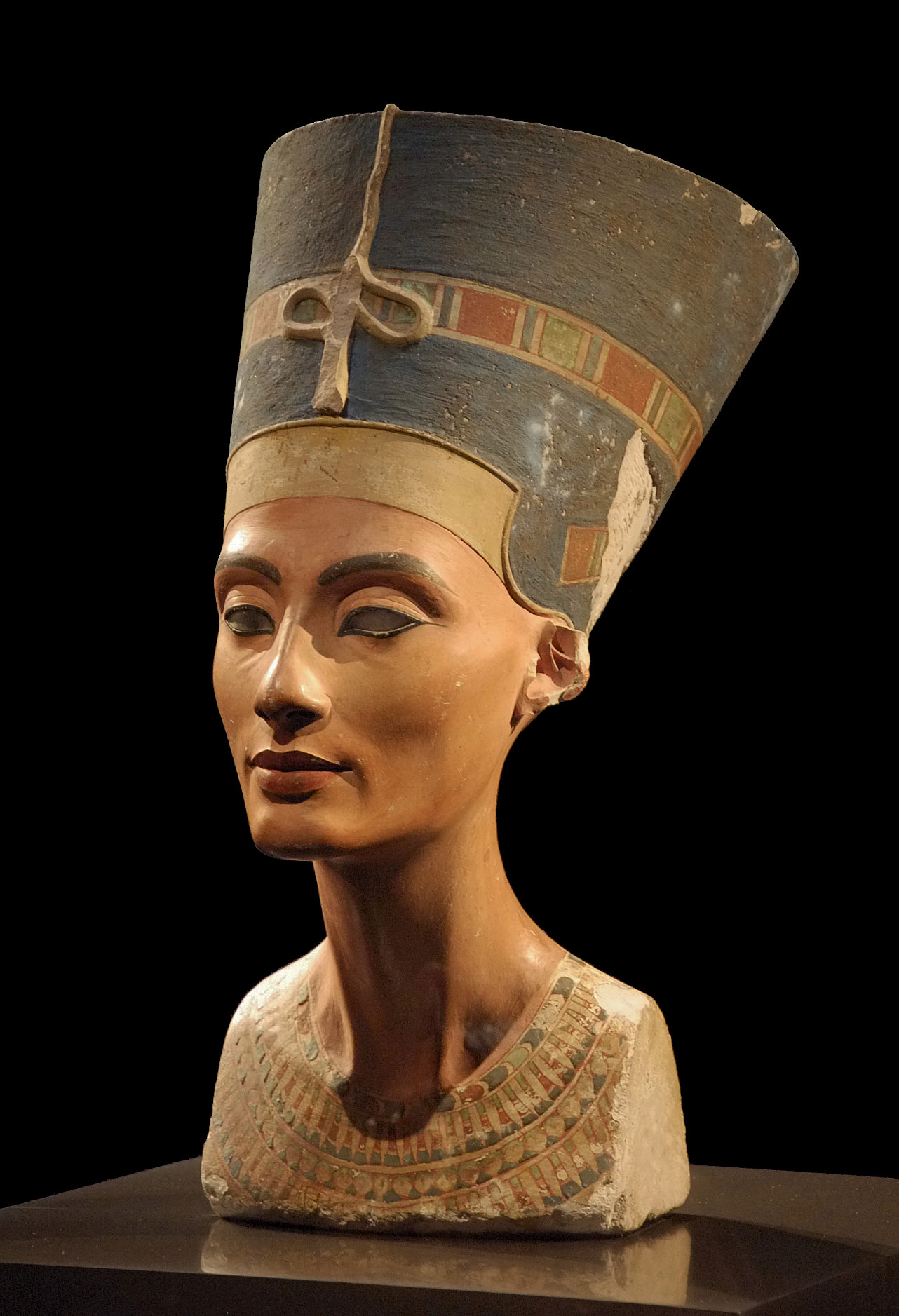
«Идеализированное изображение». Берлин, № 21300, известняк, высота 50 см
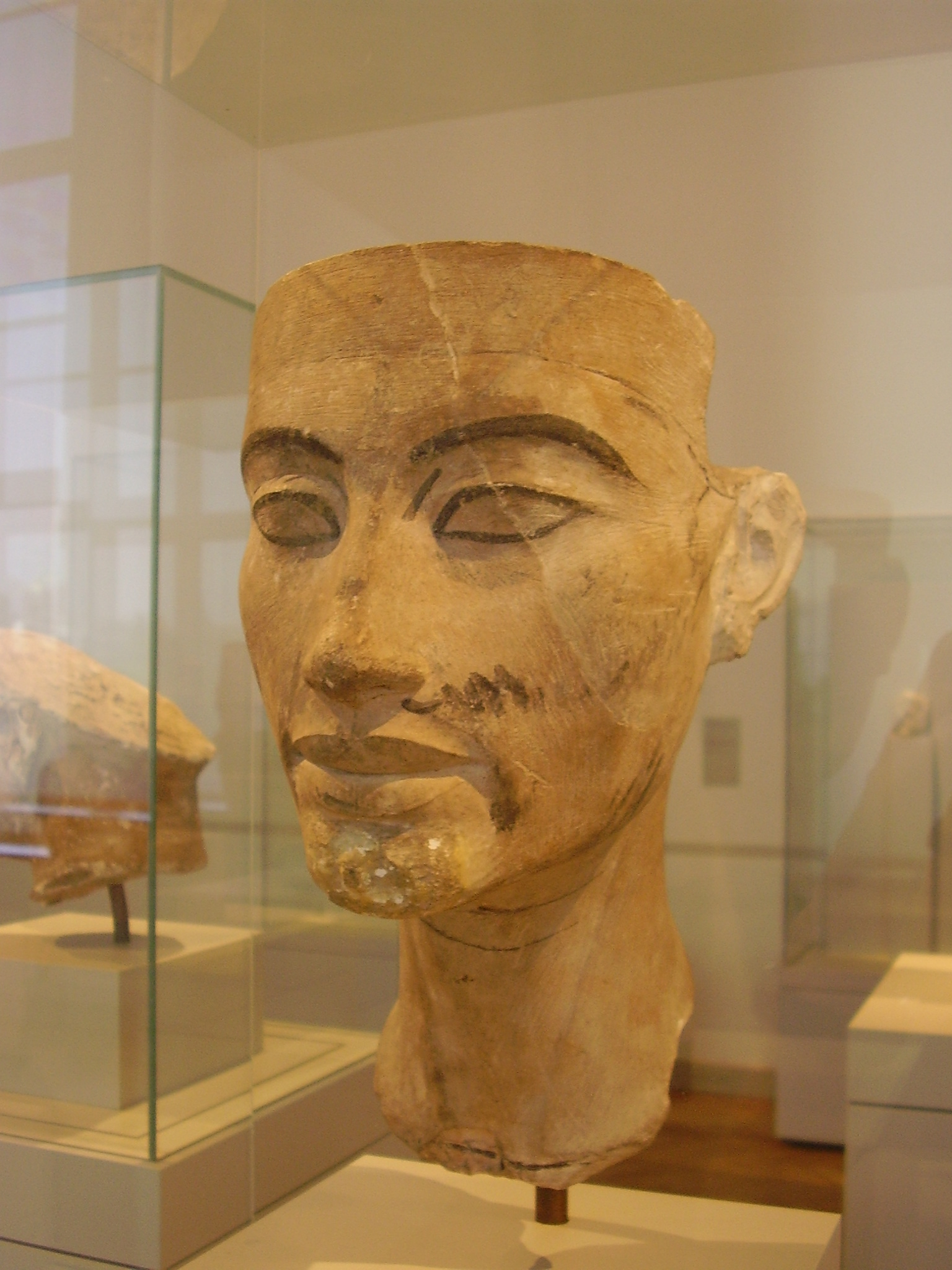
«Идеализированное изображение» (незавершённое). Берлин, № 21352, известняк, высота 29,8 см
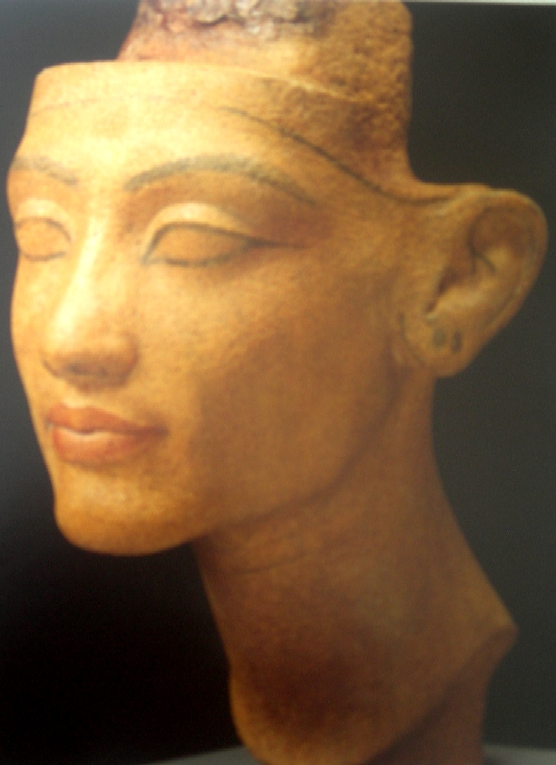
«Красавица». Берлин, № 21220, кварцит, высота 30 см

В ряду других изображений древнеегипетской царицы эта работа является уникальной. Доротея Арнольд различает пять типов портретных изваяний царицы: The Definite Image — «Идеализированное изображение» (Берлин, № 21300 и № 21352), The Ruler — «Правительница» (Каирский египетский музей, JE 45547), The Beauty — «Красавица» (Берлин, № 21220), Nefertiti in Advanced Age — «Нефертити в зрелом возрасте» (Берлин, № 21263) и The Monument — «Монумент» (Берлин, № 21358). Как и другие египтологи, Доротея Арнольд считает, что бюст Нефертити (№ 21300) относится к идеализированным изображениям:65—83.
Рольф Краусс отмечает, что «ни одно человеческое лицо не имеет столь математически точных пропорций. Этот портрет — идеализированное изображение Нефертити». Историки искусства постоянно подчёркивают полную симметрию бюста. Подбородок царицы, рот, нос, урей на головном уборе лежат точно на центральной оси лица. Однако это касается только лица: левая сторона короны немного шире правой, а правое плечо чуть больше левого:68. Абсолютная симметричность лица Нефертити со всей очевидностью демонстрируется в зеркальном отражении. Бюст царицы занимает в амарнском искусстве видное место, поскольку отличается от предыдущих изображений своей чёткой «цифровой» системой. Несмотря на то, что сохранились многочисленные рельефы, бюсты, статуи, изображающие Нефертити, как она выглядела на самом деле, неизвестно.

## Споры и требования возврата бюста
Первое требование вернуть бюст Нефертити в Египет поступило сразу после его появления в экспозиции Нового музея в 1924 году:26, 83, тем самым подтвердив худшие опасения осторожного Людвига Борхардта. Французский египтолог Пьер Лако, преемник Гастона Масперо на посту директора египетской Службы древностей и Каирского египетского музея, настаивал на немедленном возвращении бюста, и египетское правительство поддержало его требования. Пьер Лако не оспаривал справедливость распределения находок немецкой экспедиции, однако ходатайствовал о возвращении, руководствуясь «нравственными мотивами». Исследователи отмечают, что Лако после войны был настроен против немцев:83. История приобретения бюста Нефертити немецкой стороной послужила одним из поводов для принятия проекта нового закона, предложенного Лако и предусматривавшего передачу всех уникальных по своим художественным качествам археологических находок Египту:104. В следующем году Людвигу Борхардту отказали в лицензии на раскопки в Египте:83.
После визита Лако в Берлин в 1929 году директор берлинского Египетского музея Генрих Шефер выразил готовность вернуть бюст в Египет. Идею возвращения бюста Нефертити на родину поддержал и сам Джеймс Симон, подаривший бюст Нефертити берлинскому музею в 1920 году. Египет предложил достойную компенсацию — статуи Ранофера (Древнее царство) и сидящего Аменхотепа, сына Хапу (Новое царство), а также на выбор иллюстрированную книгу мёртвых или большой древнеегипетский саркофаг:84. Министерство науки, искусства и народного образования Германии приняло это предложение, но это решение вызвало недовольство среди берлинцев. В 1930 году под давлением общественности новый министр культуры Пруссии Адольф Гримме отказался от этой сделки:85:110—111.
В следующий раз инициативу вернуть бюст Нефертити на родину проявила сама Германия. В 1933 году премьер-министру Пруссии Герману Герингу пришла идея подарить бюст Нефертити Египту в честь годовщины коронации короля Фуада I, и 9 октября он запросил мнение директора музея Генриха Шефера по этому вопросу. Окончательное решение оставалось за рейхсканцлером Адольфом Гитлером, который по легенде в связи с этим делом даже побывал в Египетском музее. Рейхсминистр Йозеф Геббельс якобы поддержал план Геринга из пропагандистских соображений и 9 марта 1934 года на совместном обеде с Гитлером высказался в пользу возврата бюста. Тем не менее в 1935 году Гитлер окончательно отказался от этого плана. После отставки активного сторонника возврата Шефера в том же году вопрос более не поднимался:111. По воспоминаниям посла Германии в Египте Эберхарда фон Шторера, Гитлер планировал в будущем возвести новый большой музей под коллекцию древнеегипетского искусства с отдельным залом исключительно для Нефертити:85.

### После Второй мировой войны
В 1945 году о своих претензиях на бюст Нефертити, оказавшийся в Американской зоне оккупации Германии, заявили представители властей в Советской зоне. Восточная Германия считала себя незаконно лишённой перемещённых во время войны экспонатов из собрания Государственных музеев Берлина и требовала возврата произведений искусства и культурных ценностей по месту нахождения до войны в соответствии с так называемым «принципом происхождения». Западные союзники ссылались на общегерманское законодательство и не соглашались передать в Восточную зону бюст Нефертити и другие культурные объекты из собрания Государственных музеев, которые в конечном счёте разместились в Западном Берлине.
По окончании Второй мировой войны о своей заинтересованности в немецких культурных ценностях заявило сразу несколько американских музеев. Нью-йоркский Метрополитен-музей пытался получить бюст Нефертити на выставку, однако его вывоз в США был предотвращён руководителем Центрального сборного пункта Висбадена капитаном Уолтером Фармером:85, 87. После выставки 1946 года в Висбаденском музее, где бюст Нефертити демонстрировался вместе с другими произведениями искусства, Египет вновь потребовал вернуть бюст Нефертити на родину, где скульптурный портрет планировалось разместить в Каирском египетском музее. США и Египет провели по этому поводу соответствующие переговоры. Изучив вопрос, власти Американской зоны оккупации заключили, что бюст Нефертити не является частью культурных ценностей, похищенных нацистами, был привезён в Берлин в 1913 году «на законных основаниях» и не подлежит возврату в Египет. В 1947 году в прессе появилось сообщение, что бюст Нефертити остаётся в Германии. Тем не менее конфликт по поводу прав собственности на скульптуру между Египтом и Германией не исчерпан и по настоящее время.
26 мая 2003 года бюст Нефертити на время обрёл тело благодаря художественной акции Андраша Галика и Балинта Хаваша. Используя в качестве модели скульптуру той же эпохи из музея в Шарлоттенбурге, венгерские художники создали бронзовое тело для «самой знаменитой берлинки». Процесс воссоединения бюста с телом был заснят на видео для показа на Венецианской биеннале. Как уверял директор музея Дитрих Вильдунг, были предприняты все меры предосторожности на то время, когда бюст покинул своё обычное место, а на съёмках, за исключением художников, присутствовало всего несколько человек из музейного персонала. Тем не менее эта художественная акция вызвала возмущение у египтян. Министр культуры Египта Фарук Хусни охарактеризовал её как безумную идею, оскорбительную для истории страны. Инцидент послужил для Египта очередным поводом потребовать возврата скульптуры, которая в Берлине якобы подвергается опасности.
В июле 2005 года в связи с намечавшимся открытием двух новых музеев в Египте Захи Хавасс, в то время генеральный секретарь Высшего совета Египта по древностям, направил письмо руководителю сектора культуры ЮНЕСКО Муниру Бушенаки с требованием оказать помощь в деле возвращения на родину пяти египетских памятников истории и культуры: Розеттского камня из Британского музея, бюста Нефертити из берлинского Египетского музея, Зодиака из Лувра, бюста Анхафа из Бостонского музея изящных искусств и статуи Хемиуна из Музея Рёмера и Пелицеуса в Хильдесхайме.
В 2012 году в строящемся Египетском музее в Гизе планировалось проведение выставки произведений искусства Древнего Египта со всего мира и предполагалось, что бюст Нефертити станет её главной достопримечательностью. Немецкая сторона предпочла даже на время не расставаться со скульптурой, являющейся важнейшим экспонатом Египетского музея, из опасений повредить её во время перевозки. Согласно проведённым исследованиям, в пористом известняке бюста Нефертити имеется несколько полостей, в связи с чем существует вероятность его разрушения во время транспортировки. Захи Хавасс настаивал на том, что скульптуру можно перевезти в Египет в целости и сохранности, и отвергал слухи о том, что после выставки Египет откажется вернуть бюст, а в противном случае обещал доказать, что скульптура была вывезена из Египта в Германию незаконно. Ссылаясь на события 2011 года, когда толпа штурмовала Каирский музей, немецкая сторона также выразила опасения, что в Египте бюст Нефертити может постигнуть судьба Бамианских Будд.

## Копии бюста

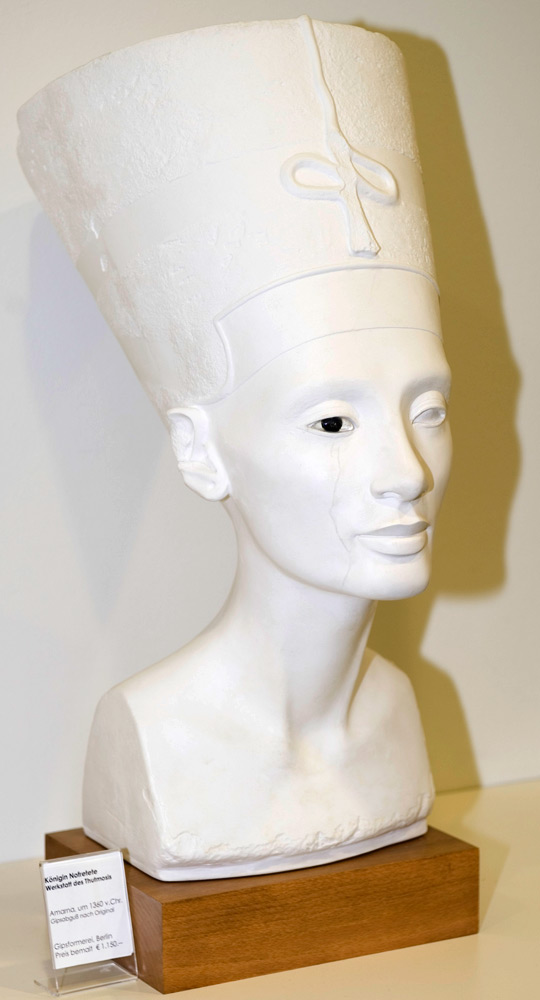
Гипсовая копия бюста. Выставочный зал мастерской гипсовых форм, Берлин

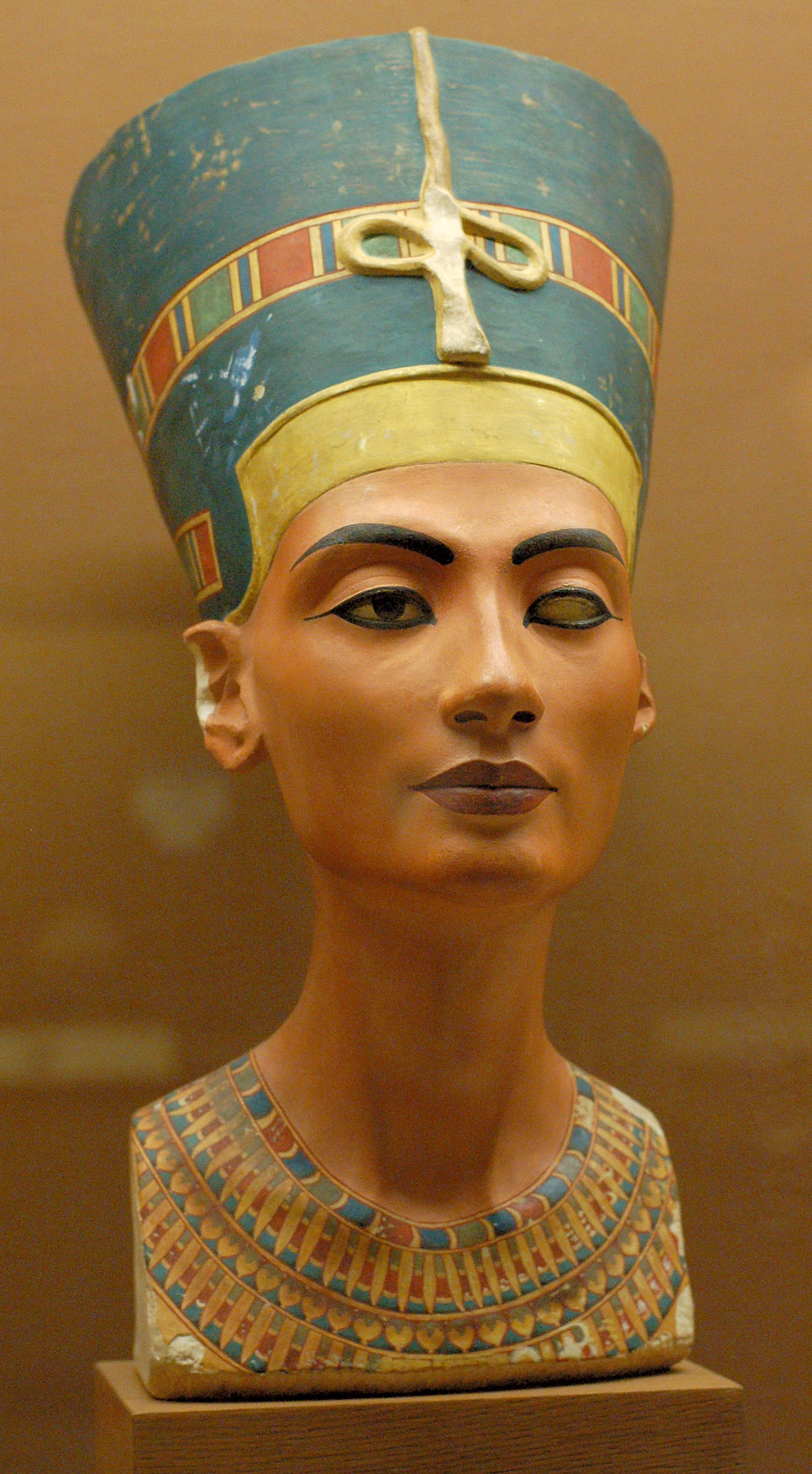
Раскрашенная копия бюста. Розенкрейцерский музей, Сан-Хосе, Калифорния

В начале 1920-х годов Египетский музей заказал скульптору Тине Хаим копии с некоторых своих экспонатов, в том числе и с портрета царицы. По свидетельству Ганса Густава Гютербока, во избежание повреждения бюста слепок с него не делался: Хаим выполняла реплику по измерениям, которые она снимала с оригинала:97.
В 1925 году Рихард Еннер выполнял реставрацию ушей и остатков урея на бюсте и начал работу по изготовлению первой копии в мастерской гипсовых форм, старейшем учреждении в составе Государственных музеев Берлина, где с 1819 года создают точные копии важных экспонатов берлинских и европейских музеев. В качестве материала используется высококачественный гипсовый алебастр. Изготовление копий бюста осуществляется с помощью мастер-копии, а сами копии по всем размерам соответствуют оригиналу.
У Джеймса Симона была копия бюста Нефертити, которая и сегодня, вероятно, находится в собственности его потомков:94, 119. Император Вильгельм II как патрон Германского восточного общества получил вторую копию (с двумя глазами) в подарок. В 1918 году, отправляясь в изгнание, он забрал её с собой в Нидерланды. Эта копия и сегодня находится в имении Дорн, где жил Вильгельм:119. Она демонстрировалась в 2010 году на выставке «История и приключения археологии» в Рурском музее в Эссене и в 2011 году на выставке «Сиси и Вильгельм II — императоры на Корфу» в лейденском Государственном музее древностей в Нидерландах.
Считается, что Гитлер также являлся обладателем одной или нескольких точных копий скульптуры. Согласно этой версии, одной из них якобы планировалось тайком подменить оригинал при возврате в Египет, а сам оригинал в таком случае остался бы в собственной частной коллекции Гитлера. В 2007 году версию о существовании гитлеровской копии бюста расследовал немецкий телевизионный канал ZDF. В документальном фильме была изложена гипотеза некого майора Эдцарда Фолькерса, по приказу которого в апреле 1945 года бюст Нефертити якобы был изъят из хранилища в Берлинском зоопарке и в ящике под номером 28 отправлен в Меркерс, куда он прибыл уже под номером 34. Эта путаница с нумерацией послужила для некоторых исследователей поводом сомневаться в подлинности бюста Нефертити, хранящегося ныне в Новом музее. Версия майора о подмене бюста копией полна противоречий, поскольку его утверждения, во-первых, не совпадают с данными протоколов, согласно которым бюст на тот момент уже был доставлен в соляную шахту в Тюрингии, а во-вторых, приказ об отправке художественных ценностей в шахту отдавал сам Гитлер.
В конце 1960-х была изготовлена форма для литья на основе фотограмметрических данных, которая, однако, была недостаточно точна и дорабатывалась реставратором Иоахимом Людке для изготовления максимально точных копий:120. Для выявления проблем, которые могли бы возникнуть при транспортировке бюста из Шарлоттенбурга, его копии, выполненные по этой форме, были первыми перевезены в Старый музей на Музейный остров. Одна из них была установлена в экспозиции для оценки впечатления, которое будет производить портрет Нефертити на новом месте.
В 2011 году бюст Нефертити был измерен 3D-сканером, позволяющим осуществлять воспроизведения с точностью до сотой доли миллиметра. На основе этих измерений мастерская гипсовых форм изготовила особую ограниченную серию копий в количестве 100 штук.
В 2016 году в Москве на основе трёхмерного сканирования, выполненного с оригинала, группой специалистов под руководством художника Эдуарда Агапова и египтолога Виктора Солкина была выполнена высокоточная копия знаменитого берлинского бюста Нефертити. Работа над её росписью заняла четыре месяца. Новый музей в Берлине признал московскую копию бюста Нефертити лучшей из существующих и предоставил для неё факсимильный файл. Эта копия хранится в культурном центре имени Максимилиана Волошина в Москве.

## Гипотезы о фальсификации
В начале 1980-х распространился миф, будто Людвиг Борхардт заказал бюст царицы, закопал его, а затем 6 декабря 1912 года «обнаружил». Якобы Борхардт этой находкой намеревался произвести впечатление на высокопоставленных посетителей раскопок, среди которых был саксонский принц Иоганн Георг с супругой:92.
По мнению Рольфа Краусса, при соответствующей интерпретации фактов, кажется, всё подтверждает эту гипотезу: Борхардт явно хотел получить бюст при распределении, а позднее скрывал его от широкой публики. Археологам уже были известны амарнские пигменты и теоретически их можно было использовать при подделке. Борхардт знал о фальсификациях с применением подлинных пигментов, он писал об этом через много лет, в 1930 году. Однако, подчёркивает Краусс, исследование бюста в 1987—1988 годах показало, что для его изготовления использовалась известково-гипсо-ангидритовая смесь, типичная для амарнских скульптур. Состав смеси в 1912 году не был известен, чтобы подделать её, нужно было провести её химический анализ, Борхардт же не имел такой возможности. В 1988 году Краусс отмечал, что для окончательного прояснения вопроса необходимо изучение других известных скульптурных портретов царицы из Амарны. Он указал также и на то обстоятельство, что публикации о самом бюсте с его искусствоведческим анализом на тот момент были немногочисленны и неполны:92, 93.
Швейцарский историк культуры Анри Штирлин в опубликованной в марте 2009 года книге «Бюст Нефертити — обман египтологии?» (фр. Le Buste de Néfertiti, une imposture de l’égyptologie?) утверждал, что портрет Нефертити создан лишь в начале XX века. По мнению Штирлина Людвиг Борхардт заказал бюст для демонстрации на нём обнаруженного при раскопках ожерелья или для эксперимента с древними пигментами, а не с целью ввести кого-либо в заблуждение. В защиту этой теории Штирлин указал на то, что в левой глазнице, по признанию самого Борхардта, отсутствовали какие-либо следы клея и специальной обработки основы для крепления вкладки, изображавшей радужку. Вкладка левого глаза не утрачена, её не было изначально. У древнеегипетских изваяний глаз не мог отсутствовать, древние египтяне считали, что портретная статуя должна быть точным изображением человека. В противном случае двойник умершего («ка») не вселится в неё и для него загробная жизнь не будет благополучной. Создание подобного изображения даже в качестве исключительно скульптурной модели, никогда не покидавшей стен мастерской, расценивалось бы в Древнем Египте как тяжкий проступок, а мастер, допустивший искажение образа царицы, подвергся бы наказанию. Кроме того, в искусствоведении отсутствуют сведения о каких-либо ещё древнеегипетских изображениях, у которых бы один глаз отсутствовал изначально, а не был повреждён впоследствии. По предположению Штирлина, скульптор начала XX века, создавший поддельный портрет царицы, в спешке не успел изготовить вкладку для левого глаза. Бюст на раскопках заметили высокопоставленные гости из саксонского королевского дома и приняли его за оригинальное древнеегипетское произведение, а Борхардт не решился поставить их в неловкое положение своим признанием. Штирлин также обращал внимание на то, что плечи скульптуры обрезаны по ключицы вертикально, тогда как древние египтяне всегда обрезали бюсты горизонтально, оставляя им плечи.
Независимо от Анри Штирлина немецкий писатель Эрдоган Эрчиван подверг сомнению подлинность бюста Нефертити. По его мнению моделью для бюста стала жена Людвига Борхардта, и поэтому он предпочёл держать бюст «под спудом».
Бывший директор Египетского музея Берлина Дитрих Вильдунг назвал теорию Штирлина «без сомнения, неправильной» и отметил, что на бюсте не найдено ни одного следа современных материалов. Такая идеальная подделка во времена Борхардта была невозможной.
Куратор Базельского музея древностей Андре Визе в одном из интервью заявил о несостоятельности обвинений в подделке и назвал данные предположения необоснованными и не заслуживающими доверия. Бюст неоднократно исследовался, результаты всех анализов, рентгеновских исследований и обстоятельства находки указывают на его подлинность. Пигменты однозначно изготовлены в древности, в то время как гипс и камень являются так называемыми «старыми» материалами, возраст которых определить невозможно. По мнению Визе, решающее значение имеет тот факт, что вместе с бюстом Нефертити был найден почти идентичный ему бюст Эхнатона. Для того, чтобы подделать бюст Нефертити, надо было видеть бюст Эхнатона.
Захи Хавасс также отрицает теорию Штирлина, заявляя, что Штирлин не историк, и его предположения о подделке бюста являются фантазией в чистом виде. По поводу вертикально обрезанных плеч Хавасс отмечает, что при Эхнатоне в искусстве сложился новый, так называемый «амарнский стиль». Хавасс не согласен с утверждением Штирлина о том, что отсутствие глаза в глазнице оскорбляло древних египтян. По его мнению, бюст был изготовлен с двумя глазами, однако левый был позже утрачен.
Штефан Зимон также отверг версии о подделке бюста Нефертити. Вслед за Рольфом Крауссом он отметил, что при создании бюста использовалась так называемая амарнская гипсо-ангидритовая смесь с частицами известняка, состав которой в 1912 году был ещё неизвестен, а подделка без знания состава смеси невозможна.

## Культурное значение
Со времени первой выставки, прошедшей в 1924 году, бюст Нефертити занимает особое место в музейной культуре Берлина и притягивает внимание многочисленных посетителей. Интерес к Древнему Египту, его культуре и истории вызвало открытие Говардом Картером в 1922 году гробницы Тутанхамона (KV62), признанное одним из решающих и наиболее известных событий в египтологии. Из всех найденных на данный момент предметов искусства Древнего Египта бюст Нефертити можно сравнить разве что с золотой маской Тутанхамона.
Этому портрету Нефертити газеты и журналы уделяли не меньше внимания, чем известным «селебритиз» и «девушкам с обложки». Для женщин в начале 1920-х, в пору расцвета «египтомании», он стал иконой стиля, и они копировали «макияж» царицы. В знаменитом фильме «Невеста Франкенштейна» (1935) волосы героини, которую играла Эльза Ланчестер, уложены в форме «короны» Нефертити.
Бюст Нефертити появляется в первых кадрах клипа на песню Майкла Джексона Remember the Time 1990 года, древнеегипетская царица в исполнении Иман носит узнаваемый головной убор, хотя её супруга в клипе величают Рамзесом.
В прессе за «Нефертити» закрепилось звание известнейшей или красивейшей «жительницы Берлина». В 2014—2016 годах в берлинском Фридрихштадтпаласте с большим успехом шло футуристическое ревю The Wyld, по сюжету которого Нефертити вернулась в ночную жизнь Берлина инопланетным существом. Костюм Нефертити, навеянный знаменитым скульптурным портретом, был создан Тьери Мюглером.
Изображение бюста украшает флаг и герб мухафазы Эль-Минья.

## Комментарии
1. ↑  фр. Service d’Antiquités Égyptiennes, также фр. Département d’Antiquités, ныне Высший совет древностей
2. ↑  фр. à moitié exacte
3. ↑  англ. Central Art Collecting Point
4. ↑  Верхнего и Нижнего Египта
5. ↑  На 2009 год левый глаз не был детально обследован
6. ↑  Ср.: Carter No. 256,4,0 (диадема), The Griffith Institute: Tutankhamun: Anatomy of an Excavation Архивная копия от 24 сентября 2014 на Wayback Machine
7. ↑  По этому поводу у археологов есть разные предположения: Герман Шлёгль считает, что Нефертити умерла в 13-й год правления (см.: Hermann A. Schlögl. Das Alte Ägypten. Geschichte und Kultur von der Frühzeit bis zu Kleopatra. — München: C. H. Beck, 2006. — S. 238. — ISBN 3-406-54988-8.); а Марк Габольд[англ.] полагает, что она ещё была жива в 17-й год правления Эхнатона и умерла незадолго до его смерти (см.: Das Geheimnis des goldenen Sarges. Echnaton und das Ende der Amarnazeit / Alfred Grimm, Sylvia Schoske (Hrsg.). — München, 2001. — S. 20. — ISBN 3-87490-722-8.).
8. ↑  В 1925 году египетские власти отказали Людвигу Борхардту в разрешении на ведение раскопок в Египте.
9. ↑  28 января 2011 года был разграблен музейный магазин, несколько человек проникли в здание самого музея. Чтобы преградить путь грабителям, протестующие образовали живую цепь вокруг музея и помешали вынести экспонаты тем, кто пробрался в залы экспозиции через окна на крыше. Спустя два дня Захи Хавасс объявил, что было разбито около семидесяти артефактов, повреждена статуя Тутанхамона на пантере, тем не менее реставрация возможна. (См.: Предварительный отчёт ИКОМ о ситуации в Египте // Музей : журнал. — 2011. — № 4. — С. 66—67.).
10. ↑  Густав Гютербок — известный впоследствии хеттолог, сын члена Германского восточного общества Бруно Гютербока. Подростком вместе с родителями он побывал в музейной мастерской, где работала Хаим.
11. ↑  Химический анализ произведён в 1986 году.